# ヨハン・ヴォルフガング・フォン・ゲーテ
ヨハン・ヴォルフガング・フォン・ゲーテ（Johann Wolfgang von Goethe、1749年8月28日 - 1832年3月22日）は、ドイツの詩人、劇作家、小説家、自然科学者、博学者（色彩論、形態学、生物学、地質学、自然哲学、汎神論）、政治家、法律家。ドイツを代表する文豪であり、小説『若きウェルテルの悩み』『ヴィルヘルム・マイスターの修業時代 』、叙事詩『ヘルマンとドロテーア』、詩劇『ファウスト』など広い分野で重要な作品を残した。
その文学活動は大きく3期に分けられる。初期のゲーテはヘルダーに教えを受けたシュトゥルム・ウント・ドラングの代表的詩人であり、25歳のときに出版した『若きウェルテルの悩み』でヨーロッパ中にその文名を轟かせた。その後ヴァイマル公国の宮廷顧問（その後枢密顧問官・政務長官つまり宰相も務めた）となりしばらく公務に没頭するが、シュタイン夫人との恋愛やイタリアへの旅行などを経て古代の調和的な美に目覚めていき、『エグモント』『ヘルマンとドロテーア』『ヴィルヘルム・マイスターの修業時代』などを執筆、シラーとともにドイツ文学における古典主義時代を築いていく。
シラーの死を経た晩年も創作意欲は衰えず、公務や自然科学研究を続けながら『親和力』『ヴィルヘルム・マイスターの遍歴時代』『西東詩集』など円熟した作品を成した。大作『ファウスト』は20代から死の直前まで書き継がれたライフ・ワークである。ほかに旅行記『イタリア紀行』、自伝『詩と真実』や、自然科学者として「植物変態論｣、｢色彩論」などの著作を残している。

## 表記と読み
ゲーテ (Goethe) のドイツ語での発音は日本人には難しいこともあり、日本語表記は、古くは「ギョエテ」「ゲョエテ」「ギョーツ」「グーテ」「ゲエテ」など数十種類にものぼる表記が存在した。このことを諷して斎藤緑雨が「ギョエテとは俺のことかとゲーテ言い」と言ったというが、その出典は明らかではない。
矢崎源九郎は、29通りの表記があるとした。
以下は、品川力（しながわつとむ 1904 - 2006）による45通りの表記である。
ヴィテー，ヴーテー，ギェーテ，ギオーテ，ギューテ，ギュエテ，ギョウテ，ギョエテ，ギョーツ，ギョーテ（ギョーテー），ギョオテ，ギョート，ギョテ（ギョテー），ギョテーイ，ギョヲテ，グウイーテ，グーテ，ゲイテ，ゲエテ，ゲーテ，ケーテー，ゲエテー，ゲーテー，ゲォエテ，ゲテ，ゲョーテ，ゲョテー，ゲヱテー，ゴアタ，ゴイセ，ゴエテ（ゴヱテ），ふをぬ､げえて，及義的，歌徳，俄以得，俄義的，葛徳，驚天，暁蛙亭，芸陽亭，芸亭，芸天，就是葛徳，倪提以，哥徳

## 生涯

### 生い立ちと少年期

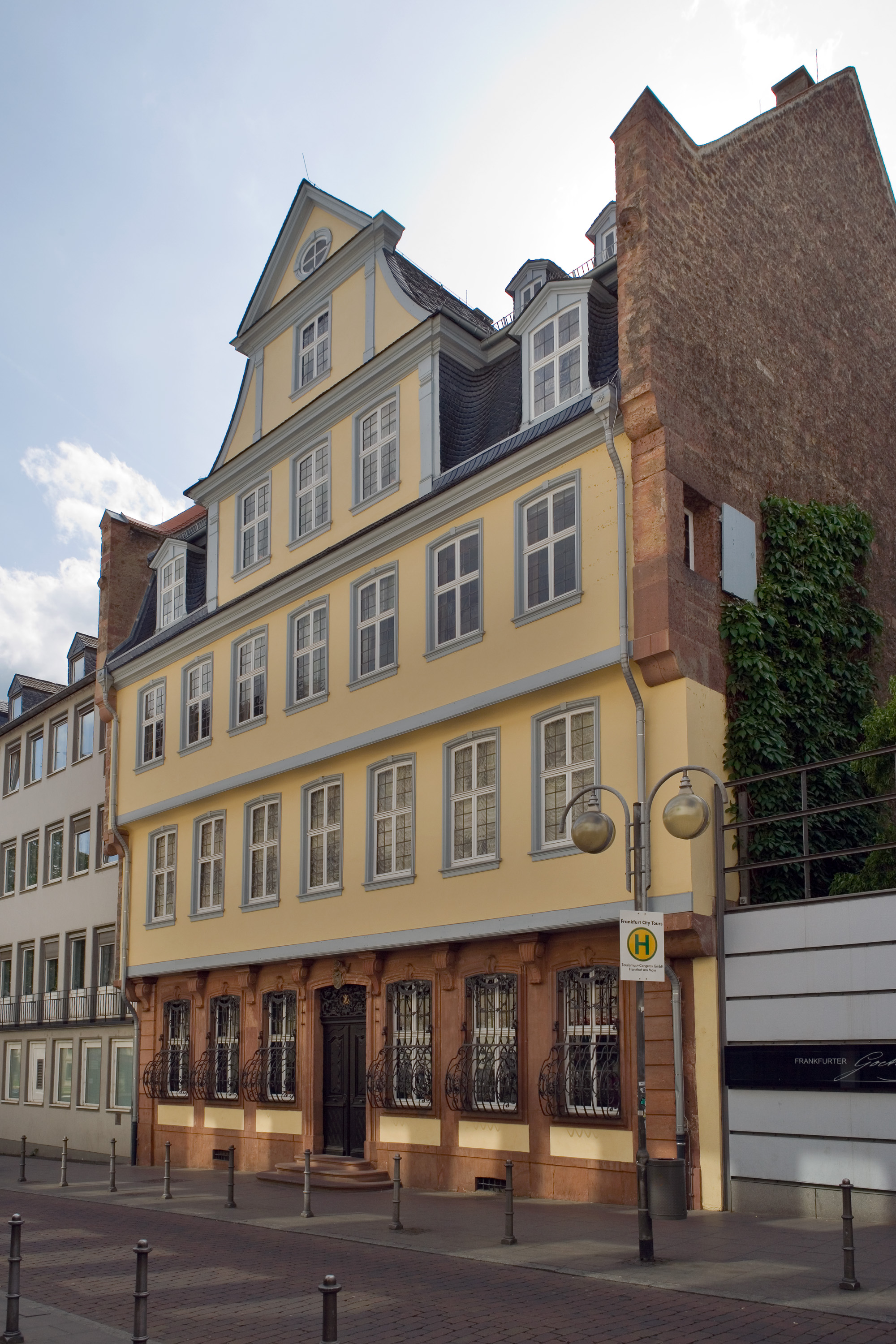
フランクフルトにあるゲーテの生家

1749年8月28日、自由帝国都市であったフランクフルト・アム・マインの裕福な家庭にヨハン・ヴォルフガング・ゲーテとして生まれる。父方の家系はもとは蹄鉄工を家業としていたが、ゲーテの祖父にあたるフリードリヒ・ゲオルク・ゲーテはフランスで仕立て職人としての修業を積んだ後、フランクフルトで旅館経営と葡萄酒の取引で成功し大きな財を成した。その次男であるヨハン・カスパーがゲーテの父にあたる。彼は大学を出たのちにフランクフルト市の要職を志したがうまく行かず、枢密顧問官の称号を買い取った後は職に就かず文物の蒐集に没頭していた。母エリーザベトの実家テクストーア家は代々法律家を務める声望ある家系であり、母方の祖父は自由都市フランクフルトの最高の地位である市長も務めた。ゲーテは長男であり、ゲーテの生誕した翌年に妹のコルネーリアが生まれている。その後さらに3人の子供が生まれているがみな夭折し、ゲーテは2人兄妹で育った。ゲーテ家は明るい家庭的な雰囲気であり、少年時代のゲーテも裕福かつ快濶な生活を送った。当時のフランクフルトの多くの家庭と同じく宗派はプロテスタントであった。
父は子供たちの教育に関心を持ち、幼児のときから熱心に育てた。ゲーテは3歳の時に私立の幼稚園に入れられ、読み書きや算数などの初等教育を受けた。5歳から寄宿制の初等学校に通うが、7歳のとき天然痘にかかって実家に戻り、以後は父が家庭教師を呼んで語学や図画、乗馬、カリグラフィー、演奏、ダンスなどを学ばせた。ゲーテは語学に長けており、少年時代にはすでに英語、フランス語、イタリア語、ラテン語、ギリシア語、ヘブライ語を習得している。少年時代のゲーテは読書を好み、『テレマック』や『ロビンソン・クルーソー』などの物語を始め手当たり次第に書物を読んだ（その中には『ファウスト』の民衆本も含まれる）。詩作が評判であったのも幼少の頃からであり、最も古いものではゲーテが8歳の時、母方の祖父母に宛てて書いた新年の挨拶の詩が残っている。
14歳の時、ゲーテは近所の料理屋の娘の親戚でグレートヒェンという年上の娘に初恋をするも、失恋に終わる。なおこのグレートヒェンの名前はゲーテの代表作『ファウスト』の第一部のヒロインの名に取られている。

### ライプツィヒ大学時代

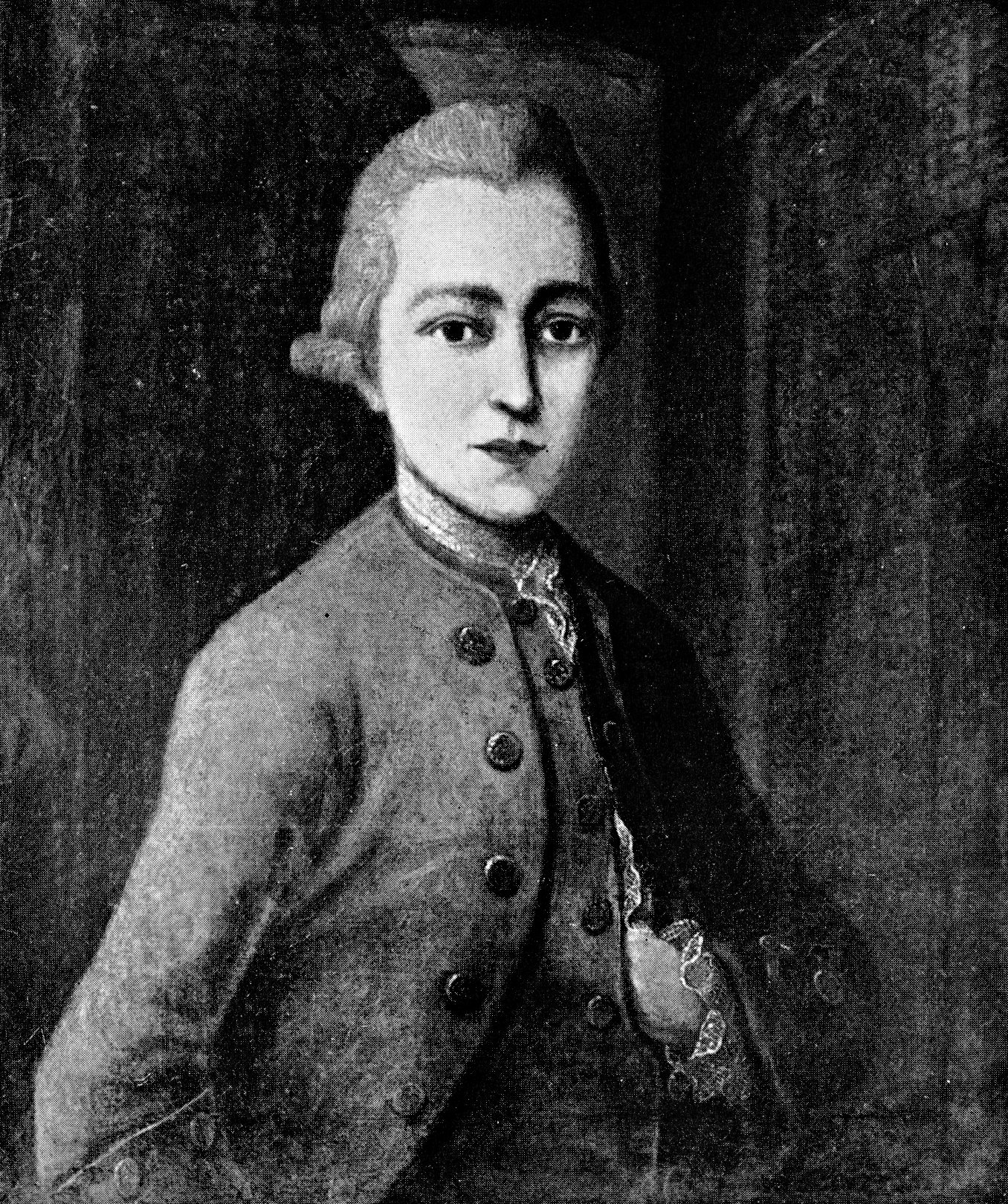
青年ゲーテの肖像（1765年 - 1768年頃）

1765年、ゲーテは16歳にして故郷を離れライプツィヒ大学の法学部に入学することになる。これは法学を学ばせて息子を出世させたいという父親の意向であるが、ゲーテ自身はゲッティンゲンで文学研究をしたかったと回顧している。ゲーテは「フォイアークーゲル」という名の大きな家に二間続きの部屋を借りて、最新のロココ調の服を着て都会風の生活をし、法学の勉強には身が入らなかった。この時期、ゲーテは通っていたレストランの娘で2、3歳年上のアンナ・カトリーナ・シェーンコプフ（愛称ケートヒェン）に恋をし、『アネッテ』という詩集を編んでいる。
しかし都会的で洗練された彼女に対するゲーテの嫉妬が彼女を苦しめることになり、この恋愛は破局に終わった。
ゲーテは3年ほどライプツィヒ大学に通ったが、その後病魔に襲われてしまい、退学を余儀なくされた（病名は不明であるが、症状から結核と見られている）。19歳のゲーテは故郷フランクフルトに戻り、その後1年半ほどを実家で療養することになる。この頃、ゲーテは母方の親戚スザンナ・フォン・クレッテンベルクと知り合った。彼女は真の信仰を魂の救済に見出そうとするヘルンフート派の信者であり、彼女との交流はゲーテが自身の宗教観を形成する上で大きな影響を与えた（後の『ヴィルヘルム・マイスターの修業時代』の第六部「美しい魂の告白」は彼女との対話と手紙から成っている）。またこの頃ゴットフリート・アルノルトの『教会と異端の歴史』を通じて異端とされてきた様々な説を学び、各々が自分の信じるものを持つことこそが真の信仰であるという汎神論的な宗教観を持つに至った。
またゲーテはこの時期に自然科学に興味を持ち、実験器具を買い集めて自然科学研究にも精を出している。ゲーテは地質学から植物学、気象学まで自然科学にも幅広く成果を残しているが、既にこの頃にはその基礎を作り上げていた。

### シュトラースブルク大学時代

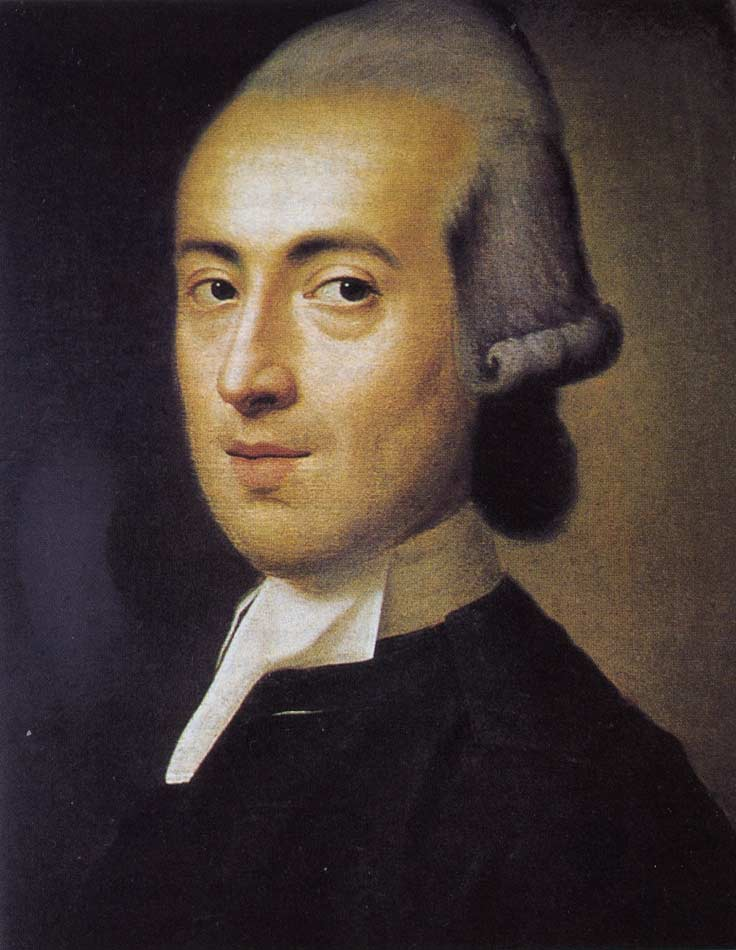
ヨハン・ゴットフリート・ヘルダー

1770年、ゲーテは改めて勉学へ励むため、フランス的な教養を身につけさせようと考えた父の薦めもあってフランス領シュトラースブルク大学に入学した。この地で学んだ期間は一年少しと短かったが、ゲーテは多くの友人を作ったほか、作家、詩人としての道を成す上での重要な出会いを体験している。とりわけ大きいのがヨハン・ゴットフリート・ヘルダーとの出会いである。ヘルダーはゲーテより5歳年長であるに過ぎなかったが、理性と形式を重んじる従来のロココ的な文学からの脱却を目指し、自由な感情の発露を目指すシュトゥルム・ウント・ドラング（疾風怒濤）運動の立役者であり、既に一流の文芸評論家として名声もあった。当時無名の学生であったゲーテは彼のもとへ足繁く通い、ホメロスやシェークスピアの真価や聖書、民謡（フォルクス・リート）の文学的価値など、様々な新しい文学上の視点を教えられ、作家・詩人としての下地を作っていった。
またこの時期、ゲーテはフリーデリケ・ブリオンという女性と恋に落ちている。彼女はシュトラースブルクから30キロメートルほど離れたゼーゼンハイムという村の牧師の娘であり、ゲーテは友人と共に馬車で旅行に出た際に彼女と出会った。彼女との恋愛から「野ばら」や「五月の歌」などの「体験詩」と呼ばれる抒情詩が生まれるが、ゲーテは結婚を望んでいたフリーデリケとの恋愛を自ら断ち切ってしまう。この出来事は後の『ファウスト』に書かれたグレートヒェンの悲劇の原型になったともいわれる。
1771年8月、22歳のゲーテは無事に学業を終え故郷フランクフルトに戻った。しかし、父の願うような役所の仕事には就けなかったため、弁護士の資格を取り書記を1人雇って弁護士事務所を開設した。友人、知人が顧客を回してくれたため当初から仕事はそこそこあったが、ゲーテは次第に仕事への興味を失い文学活動に専念するようになった。ゲーテは作家のヨハン・ハインリヒ・メルクと知り合って彼の主宰する『フランクフルト学報』に文芸評論を寄せ、またこの年の10月から11月にかけて処女戯曲『ゲッツ・フォン・ベルリヒンゲン』の初稿を書き上げた。しかし、本業をおいて文学活動に没頭する息子を心配した父により、ゲーテは法学を再修得するために最高裁判所のあったヴェッツラーへと送られることになった。

### 『ウェルテル』成立

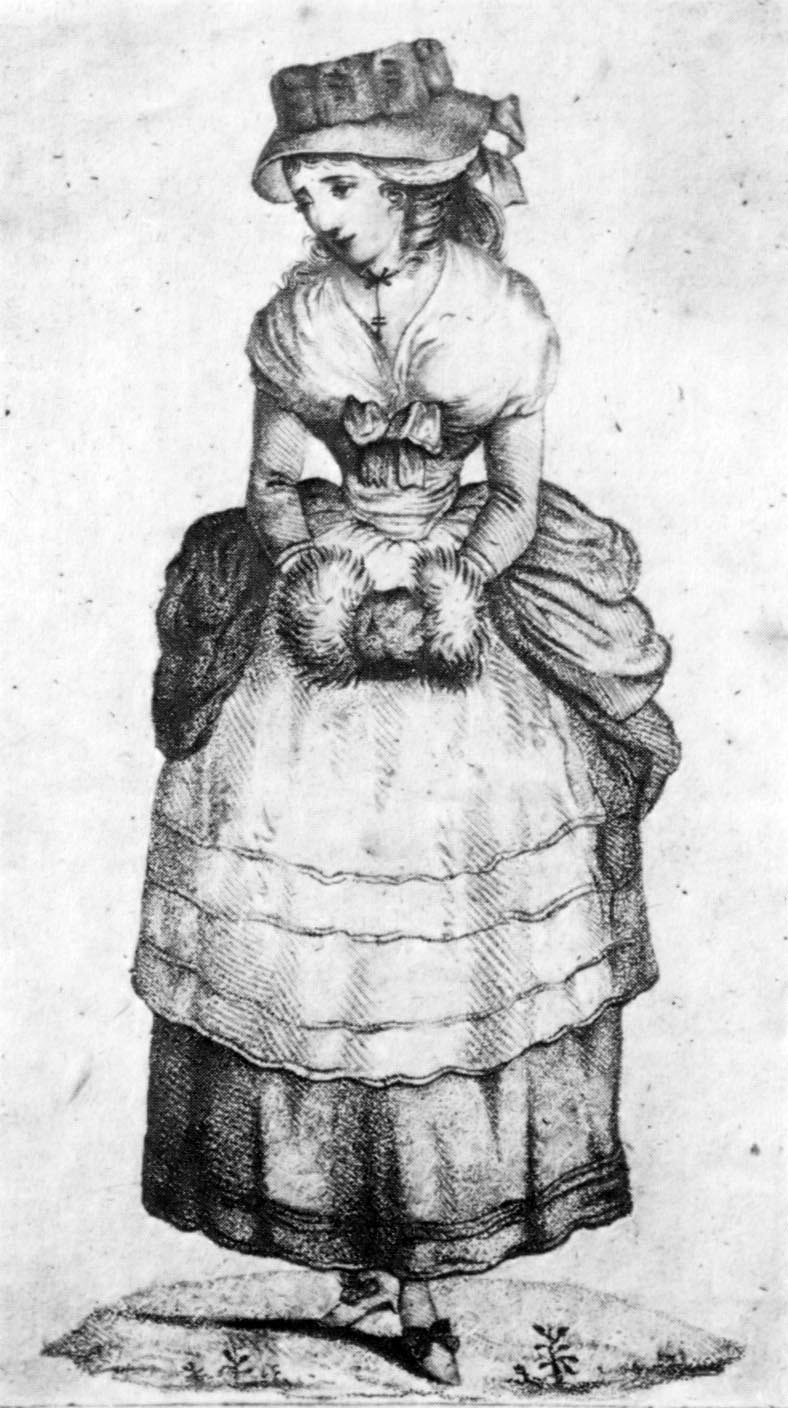
シャルロッテ・ブッフ

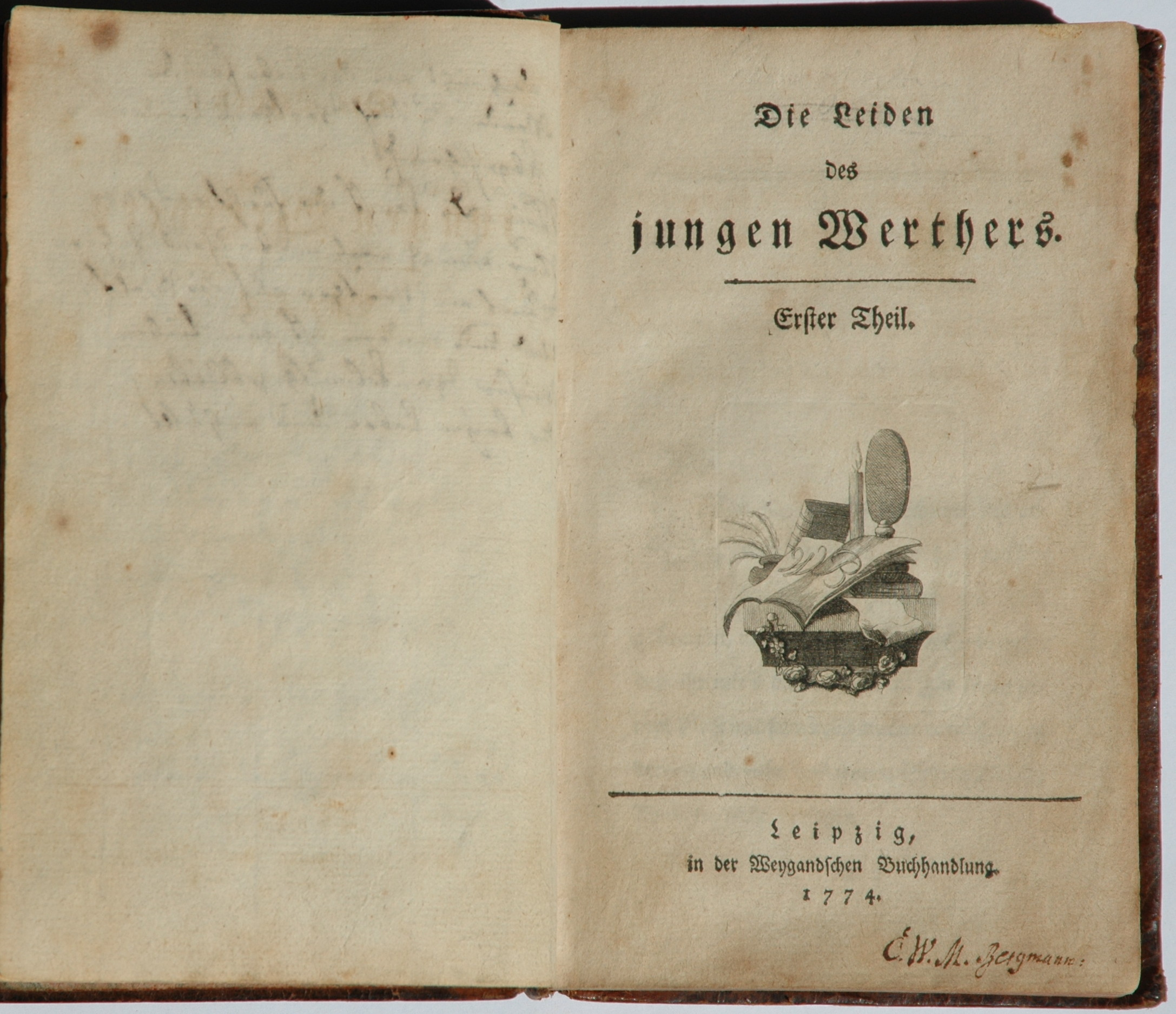
『若きウェルテルの悩み』初版扉

1772年4月にヴェッツラーに移ったゲーテは、ここでも法学には取り組まず、むしろ父から離れて文学に専念できることを喜んだ。ヴェッツラーはフランクフルトの北方に位置する小さな村であったが、ドイツ諸邦から有望な若者が集まっており、ゲーテは特にヨハン・クリスティアン・ケストナーやカール・イェルーザレムと親しい仲となった。6月9日、ゲーテはヴェッツラー郊外で開かれた舞踏会で19歳の少女シャルロッテ・ブッフに出会い、熱烈な恋に落ちた。ゲーテは毎晩彼女の家を訪問するようになるが、まもなく彼女は友人ケストナーと婚約中の間柄であることを知る。ゲーテはあきらめきれず彼女に何度も手紙や詩を送り思いのたけを綴ったが、彼女を奪い去ることもできず、9月11日に誰にも知らせずにヴェッツラーを去った。
フランクフルトに戻ったゲーテは、表向きは再び弁護士となったが、シャルロッテのことを忘れられず苦しい日々を送った。シャルロッテの結婚が近づくと自殺すら考えるようになり、ベッドの下に短剣を忍ばせ毎夜自分の胸につき立てようと試みたという。そんな折、ヴェッツラーの友人イェルーザレムがピストル自殺したという報が届いた。原因は人妻との失恋である。この友人の自殺とシャルロッテへの恋という2つの体験が、ゲーテに『若きウェルテルの悩み』の構想を抱かせることとなった。
続く3年間をゲーテはフランクフルトで過ごしたが、この間にゲーテの文名を一気に世界的に高めることになる2つの作品が成立した。まずゲーテは『ゲッツ・フォン・ベルリヒンゲン』を改作したうえでメルクの援助を受けて1773年7月に自費出版を行なうが、この作品はすぐに評判となり、ほどなくドイツ中の注目を集めた。そして1774年9月、ヴェッツラーでの体験をもとにした書簡体小説『若きウェルテルの悩み』が出版されると若者を中心に熱狂的な読者が集まり、主人公ウェルテル風の服装や話し方が流行し、また作品の影響で青年の自殺者が急増するといった社会現象を起こし、ドイツを越えてヨーロッパ中にゲーテの名を轟かせることになった。また、生涯をかけて書き継がれていくことになる『ファウスト』に着手したのもこのころである。
この2作品によってシュトゥルム・ウント・ドラングの中心作家となったゲーテは、フリードリヒ・ハインリヒ・ヤコービとその兄ヨハン・ゲオルク・ヤコービ、ヨハン・カスパー・ラヴァーター、レッシング、クロプシュトックなど当代一流の文人たちと交流を持つようになった。また、知見を広げるため、ヨーロッパ各地へ旅行も活発にし、1774年7月からはラーヴァーターと教育学者バーゼドといった友人たちとライン地方へ講演旅行に行っている。1774年12月には、後にゲーテを自国ヴァイマル公国に招くことになるカール・アウグスト公がパリ旅行の途上でフランクフルトのゲーテを訪問している。
このような中でゲーテはフランクフルト屈指の銀行家の娘であるリリー・シェーネマン（Lili Schönemann）と新たな恋に落ちた。1775年4月にはリリーの友人である女性実業家デルフの仲介によって婚約に至るが、しかし宗派や考え方の違いから両家の親族間のそりが合わず、この婚約も難航した。婚約直後にゲーテはしがらみから逃れるようにして単身でスイス旅行に行き、リリーへの思いを詩に託したが、結局この年の秋に婚約は解消することになった。リリーへの愛の中で味わった喜びと不安、苦悩は、アウグステ・ルイーゼ・ツー・シュトルベルク（Auguste Louise zu Stolberg）に宛てて記された「しばしば異常な情熱をこめた」（富士川英郎）書簡、いわゆる「グストヒェンへの手紙」（Briefe an Gustgen）に吐露されている。

### ヴァイマルへ

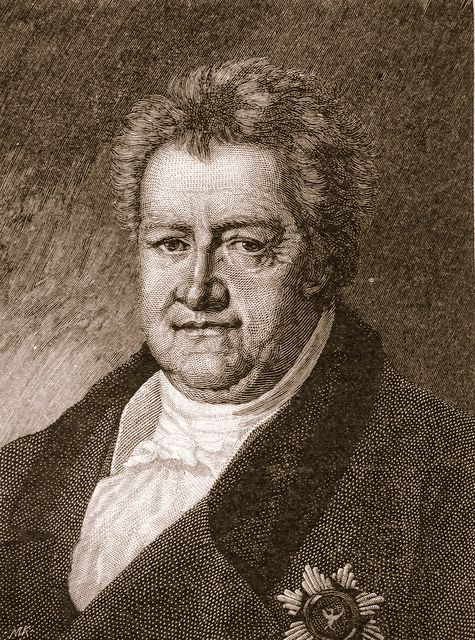
カール・アウグスト公

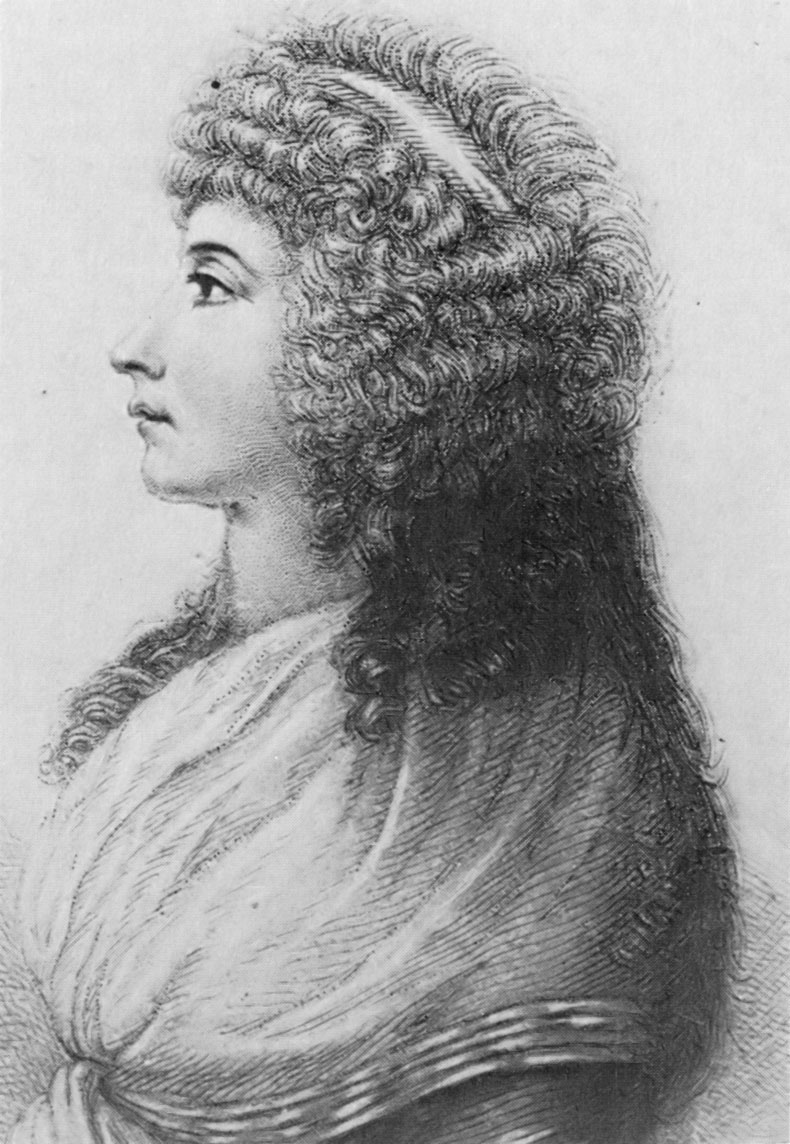
シャルロッテ・フォン・シュタイン

1775年11月、ゲーテはカール・アウグスト公からの招請を受け、その後永住することになるヴァイマルに移った。当初はゲーテ自身短い滞在のつもりでおり、招きを受けた際もなかなか迎えがこなかったためイタリアへ向かってしまい、その途上のハイデルベルクのデルフ宅でヴァイマルからの連絡を受けあわてて引き返したほどであった。
当時のヴァイマル公国は面積1,900平方キロメートル、人口6,000人程度の小国であり、農民と職人に支えられた貧しい国であった。本来アウグスト公の住居となるはずの城も火災で焼け落ちたまま廃墟となっており、ゲーテの住まいも公爵に拝領した質素な園亭であった。アウグスト公は当時まだ18歳で、父エルンスト・アウグスト2世は17年前に20歳の若さで死亡し、代りに皇太后アンナ・アマーリア（アウグスト公の母親）が政務を取り仕切っていた。彼女は国の復興に力を注ぎ、詩人ヴィーラントを息子アウグストの教育係として招いたほか多くの優れた人材を集めていた。
26歳のゲーテはアウグスト公から兄のように慕われ、彼と共に狩猟や乗馬、ダンスや演劇を楽しんだ。王妃からの信頼も厚く、また先輩詩人ヴィーラントを始め多くの理解者に囲まれ、次第にこの地に留まりたいという思いを強くしていった。到着から半年後、ゲーテは公国の閣僚となりこの地に留まることになったが、ゲーテをこの地にもっとも強く引き付けたのはシャルロッテ・フォン・シュタイン夫人との恋愛であった。
ゲーテとシュタイン夫人との出会いは、ゲーテがヴァイマールに到着した数日後のことであった。彼女はヴァイマールの主馬頭の妻で、この時ゲーテよりも7つ上の33歳であり、すでに7人の子供がいた。しかし、ゲーテは彼女の調和的な美しさに惹かれ、彼女のもとに熱心に通い、また多くの手紙を彼女に向けて書いた。すでに夫との仲が冷め切っていた夫人も青年ゲーテを暖かく迎え入れ、この恋愛はゲーテがイタリア旅行を行なうまで12年にも及んだ。この恋愛によってゲーテの無数の詩が生まれただけでなく、後年の『イフィゲーニエ』や『タッソー』など文学作品も彼女からの人格的な影響を受けており、ゲーテの文学がシュトルム・ウント・ドラングから古典主義へと向かっていく契機となった。
シュタイン夫人との恋愛が続いていた10年は同時にゲーテが政務に没頭した10年でもあり、この間は文学的には空白期間である。1780年の31歳の時、フランクフルトのロッジにてフリーメイソンに入会。4年後に書かれた「秘密」という叙事詩にはフリーメイソンをモデルとした秘密結社を登場させている。ゲーテは着実にヴァイマル公国の政務を果たし、1782年には神聖ローマ皇帝ヨーゼフ2世により貴族に列せられヴァイマル公国の宰相となった（以後、姓に貴族を表す「フォン」が付き、「ヨハン・ヴォルフガング・フォン・ゲーテ」と呼ばれるようになる）。政治家としてのゲーテはヴァイマル公国の産業の振興を図るとともに、イェーナ大学の人事を担当してシラー、フィヒテ、シェリングら当時の知識人を多数招聘し、ヴァイマル劇場の総監督としてシェイクスピアやカルデロンらの戯曲を上演し、文教政策に力を注いだ。

### イタリア紀行

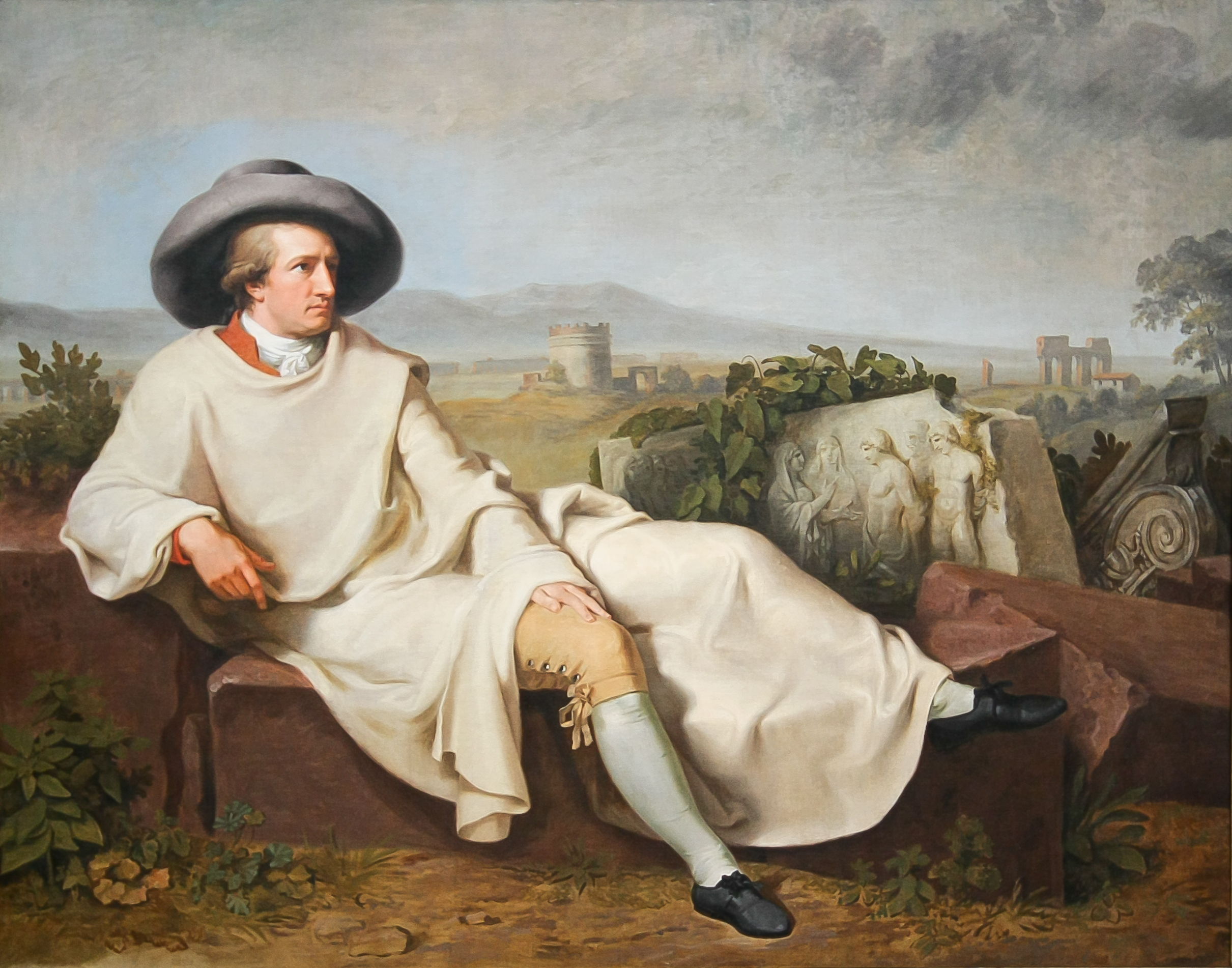
ローマ近郊におけるゲーテの肖像（1786年/1787年、ヨハン・ハインリヒ・ヴィルヘルム・ティシュバイン画）

1786年、ゲーテはアウグスト公に無期限の休暇を願い出、9月にイタリアへ旅立った。もともとゲーテの父がイタリア贔屓であったこともあり、ゲーテにとってイタリアはかねてからの憧れの地であった。出発時、ゲーテはアウグスト公にもシュタイン夫人にも行き先を告げておらず、イタリアに入ってからも名前や身分を偽って行動していた。出発時にイタリア行きを知っていたのは召使のフィリップ・ザイテルただ一人で、このことは帰国後シュタイン夫人との仲が断絶する原因となった。
ゲーテはまずローマに宿を取り、その後ナポリ、シチリア島を訪れるなどし、結局2年もの間イタリアに滞在していた。ゲーテはイタリア人の着物を着、イタリア語を流暢に操りこの地の芸術家と交流した。その間に友人の画家ティシュバインの案内で美術品を見に各地を訪れ、特に古代の美術品を熱心に鑑賞した。午前中はしばらく滞っていた文学活動に精を出し、1787年1月には『イフィゲーニエ』をこの地で完成させ、さらに『タッソー』『ファウスト断片』を書き進めている。また旅行中に読んだベンヴェヌート・チェッリーニの自伝を帰国後にドイツ語に訳し、約30年後にはイタリア滞在中の日記や書簡をもとに『イタリア紀行』を著した。
1788年にイタリア旅行から帰ったゲーテは芸術に対する思いを新たにしており、宮廷の人々との間に距離を感じるようになった。ゲーテはしばらく公務から外れたが、イタリア旅行中より刊行が始まった著作集は売れ行きが伸びず、ゲーテを失望させることになる。なお、帰国してから2年後の1790年に2度目のイタリア旅行を行なっているが、1回目とは逆に幻滅を感じ数か月で帰国している。
最初のイタリア旅行から戻った直後の1788年7月、ゲーテのもとにクリスティアーネ・ヴルピウスという23歳になる女性が訪れ、イェーナ大学を出ていた兄の就職の世話を頼んだ。彼女を見初めたゲーテは彼女を恋人にし、後に自身の住居に引き取って内縁の妻とした。帰国後まもなく書かれた連詩『ローマ哀歌』も彼女への恋心をもとに書かれたものである。しかし、身分違いの恋愛は社交界の憤激の的となり、シュタイン夫人との決裂を決定的にすることになる。1789年には彼女との間に長男アウグストも生まれているが、ゲーテは1806年まで彼女と籍を入れなかった。なおゲーテとクリスティアーネの間にはその後4人の子供が生まれたがいずれも早くに亡くなり、長じたのはアウグスト一人である。

### フランス革命期
フランス革命に対しては、ゲーテは当初その自由を希求する精神に共感したが、その後革命自体が辿った無政府状態に対しては嫌悪を感じていた。
1792年7月にフランスがドイツに宣戦布告すると、プロイセン王国の甲騎兵連隊長であったアウグスト公に連れ立ってゲーテも従軍し、ヴァルミーの戦いに参加した。この戦いにおけるフランス革命軍の勝利に対し、
との言葉を残した。
また、1793年5月には、フランスに占領されたマインツの包囲軍に従軍している。

### シラーとの交流

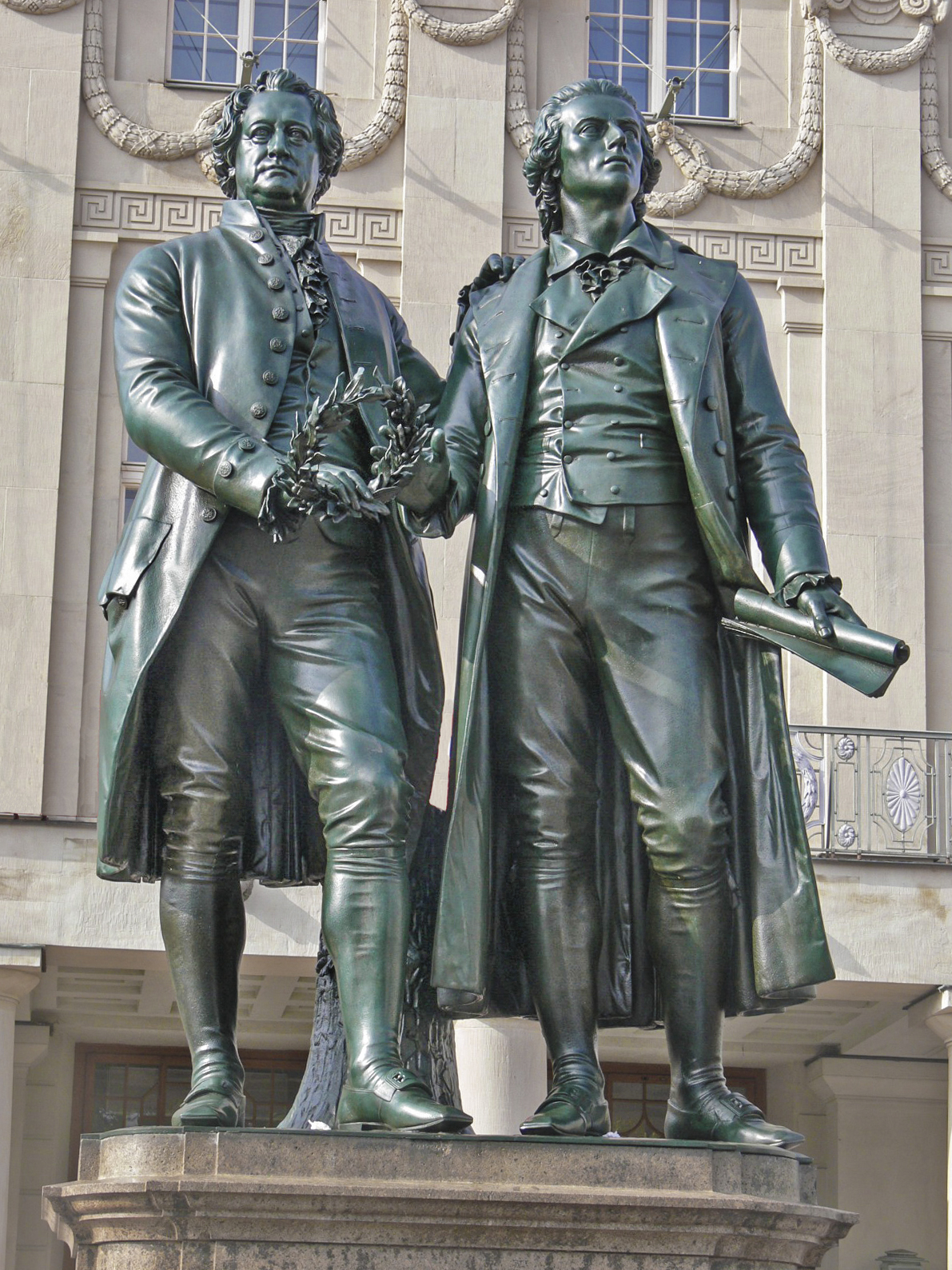
ワイマールに立つゲーテとシラーの像

ゲーテとフリードリヒ・シラーは、共にドイツ文学史におけるシュトゥルム・ウント・ドラングとヴァイマル古典主義（「ドイツ古典主義」、「擬古典主義」などとも）を代表する作家として並び称されるが、出合った当初はお互いの誤解もあって打ち解けた仲とはならなかった。ゲーテは1788年にシラーをイェーナ大学の歴史学教授として招聘しているが、その後1791年にシラーが『群盗』を発表すると、すでに古典の調和的な美へと向かっていたゲーテは『群盗』の奔放さに反感を持ち、10歳年下のシラーに対して意識的に距離を置くようにしていた。シラーのほうもゲーテの冷たい態度を感じ、一時はゲーテに対し反感を持っていた。
だがその後、1794年のイェーナにおける植物学会で言葉を交わすとゲーテはシラーが自身の考えに近づいていることを感じ、以後急速に距離を縮めていった。この年の6月13日にはシラーが主宰する『ホーレン』への寄稿を行っており、1796年には詩集『クセーニエン』（Xenien）を共同制作し、2行連詩形式（エピグラム）によって当時の文壇を辛辣に批評した。こうして互いに友情を深めるに連れ、2人はドイツ文学における古典主義時代を確立していくことになった。
この当時、自然科学研究にのめりこんでいたゲーテを励まし、「あなたの本領は詩の世界にあるのです」といってその興味を詩作へと向けさせたのもシラーであった。ゲーテはシラーからの叱咤激励を受けつつ、1796年に教養小説の傑作『ヴィルヘルム・マイスターの修業時代』を、翌年にはドイツの庶民層に広く読まれることになる叙事詩『ヘルマンとドロテーア』を完成させた。1799年にはシラーはヴァイマルへ移住し、二人の交流はますます深まる。また、『ファウスト断片』を発表して以来、長らく手をつけずにいた『ファウスト』の執筆をうながしたのもまたシラーである。ゲーテは後に「シラーと出会っていなかったら、『ファウスト』は完成していなかっただろう」と語っている。
1805年5月9日、シラーは肺病のため若くして死去する。シラーの死の直前までゲーテはシラーに対して文学的助言を求める手紙を送付している。周囲の人々はシラーの死が与える精神的衝撃を憂慮し、ゲーテになかなかシラーの訃報を伝えられなかったという。実際にシラーの死を知ったゲーテは「自分の存在の半分を失った」と嘆き、病に伏せっている。一般にドイツ文学史における古典主義時代は、ゲーテのイタリア旅行（1786年）に始まり、このシラーの死をもって終わるとされている。なお、1794年からシラーが没するまでの約11年間で交わされた書簡は1,000通余りである（訳書は下記）。

### 晩年のゲーテ
1806年、イエナ・アウエルシュタットの戦いに勝利したナポレオン軍がヴァイマルに侵攻した。この際、酔っ払ったフランス兵がゲーテ宅に侵入して狼藉を働いたが、未だ内縁の妻であったクリスティアーネが駐屯していた兵士と力を合わせてゲーテを救った。ゲーテはその献身的な働きに心を打たれ、また自身の命の不確かさをも感じ、20年もの間籍を入れずにいたクリスティアーネと正式に結婚することに決めた。カール・アウグスト公が結婚の保証人となり、式は2人だけで厳かに行なわれた。
また、1808年にナポレオンの号令によってヨーロッパ諸侯がエアフルトに集められると、アウグスト公に連れ立ってゲーテもこの地に向かい、ナポレオンと歴史的対面を果たしている。『若きウェルテルの悩み』の愛読者であったナポレオンはゲーテを見るなり「ここに人有り！（Voila un homme!）」と叫び感動を表した。
晩年のゲーテは腎臓を病み、1806年より頻繁にカールスバートに湯治に出かけるようになる。ここで得た安らぎや様々な交流は晩年の創作の原動力となった。1806年には長く書き継がれてきた『ファウスト』第1部がようやく完成し、コッタ出版の全集に収録される形で発表された。1807年にはヴィルヘルミーネ・ヘルツリープという18歳の娘に密かに恋をし、このときの体験から17編のソネットが書かれ、さらにこの恋愛から2組の男女の悲劇的な恋愛を描いた小説『親和力』（1809年）が生まれている。また、この年から自叙伝『詩と真実』の執筆を開始し、翌年には色彩の研究をまとめた『色彩論』を刊行している。1811年『詩と真実』を刊行。1816年、妻クリスティアーネが尿毒症による長い闘病の末に先立つ。
1817年、30年前のイタリア旅行を回想し著述した『イタリア紀行』を刊行した。またオリエントの文学に興味を持ってコーランやハーフェズの詩を愛読した。このハーフェズに憧れ、執筆した詩が『西東詩集』（1819年）である
最晩年のゲーテは文学は世界的な視野を持たねばならないと考えるようになり「世界文学」を提唱した先駆者となった。エマーソンなど多くの国外の作家から訪問を受け、バイロンに詩を送り、ユーゴー、スタンダールなどのフランス文学を読むなどした。

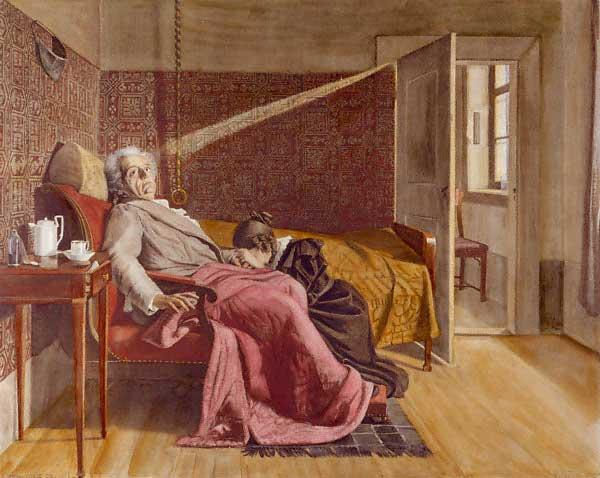
ゲーテの死（フリッツ・フライシャー画、1900年）

1821年『ヴィルヘルム・マイスターの遍歴時代』刊行。『修業時代』の続編であり、この作品では夢想的な全体性を否定し「諦念」の徳を説いている。またこの年、ゲーテはマリーエンバートの湯治場でウルリーケ・フォン・レヴェツォーという17歳の少女に最後の熱烈な恋をした。1823年にはアウグスト公を通じて求婚するも断られており、この60歳も年下の少女への失恋から「マリーエンバート悲歌」などの詩が書かれた。
1828年10月23日、ヨハン・ペーター・エッカーマンに対して、ドイツの統一と自由の交流を望んでいるが、政治的中央集権は望んでいないと語っている。続けて彼は「心臓では血流は強大だが、肢体では弱い」と中央集権を人体に譬え、「隣国のフランスではパリから離れた所は殆ど発展していないが、ドイツの偉大な所は立派な国民文化が各地に均等に行き渡っている所であり、もしドレースデンやミュンヘンや、シュトゥットガルトやカッセルやブラウンシュヴァイク、ハノーファーといった都市が諸侯の居住地でなかったらば、もしフランクフルトやブレーメンやハンブルク、リューベックといった見事で大きな都市が大国の地方都市として併合されていたら、今日の姿と同様であるかは疑わしい」と述べている。
1830年10月、息子アウグスト・フォン・ゲーテが旅先のローマにて病没し、先立たれる。
ゲーテは1831年の夏まで『ファウスト 第2部』完成に精力を注ぎ、完成の翌1832年3月22日にその多産な生涯を終えた。俗に「もっと光を！（Mehr Licht!）」が最期の言葉と伝えられるが、これはフリードリヒという召使いに「もっと光が入るように、寝室の窓のシャッターを上げてくれ」と命じたものである。しかもこの「最後の言葉」自体も、ゲーテの臨終直後には報告されていない。さらにこれを命じられたとされる召使いフリードリヒが記したメモの複写には「彼が私の名前を最後に呼んだのはほんとうだが、それは窓のシャッターを上げさせるためではなく、彼は最後におまる(Botschanper)を求めたのであり、それをどうにか自分で受け取り、これをしっかり抱えたまま亡くなった」と記されている。墓はヴァイマル大公墓所(Weimarer Fürstengruft)内にあり、シラーと隣り合わせになっている。

## 自然科学者としての業績

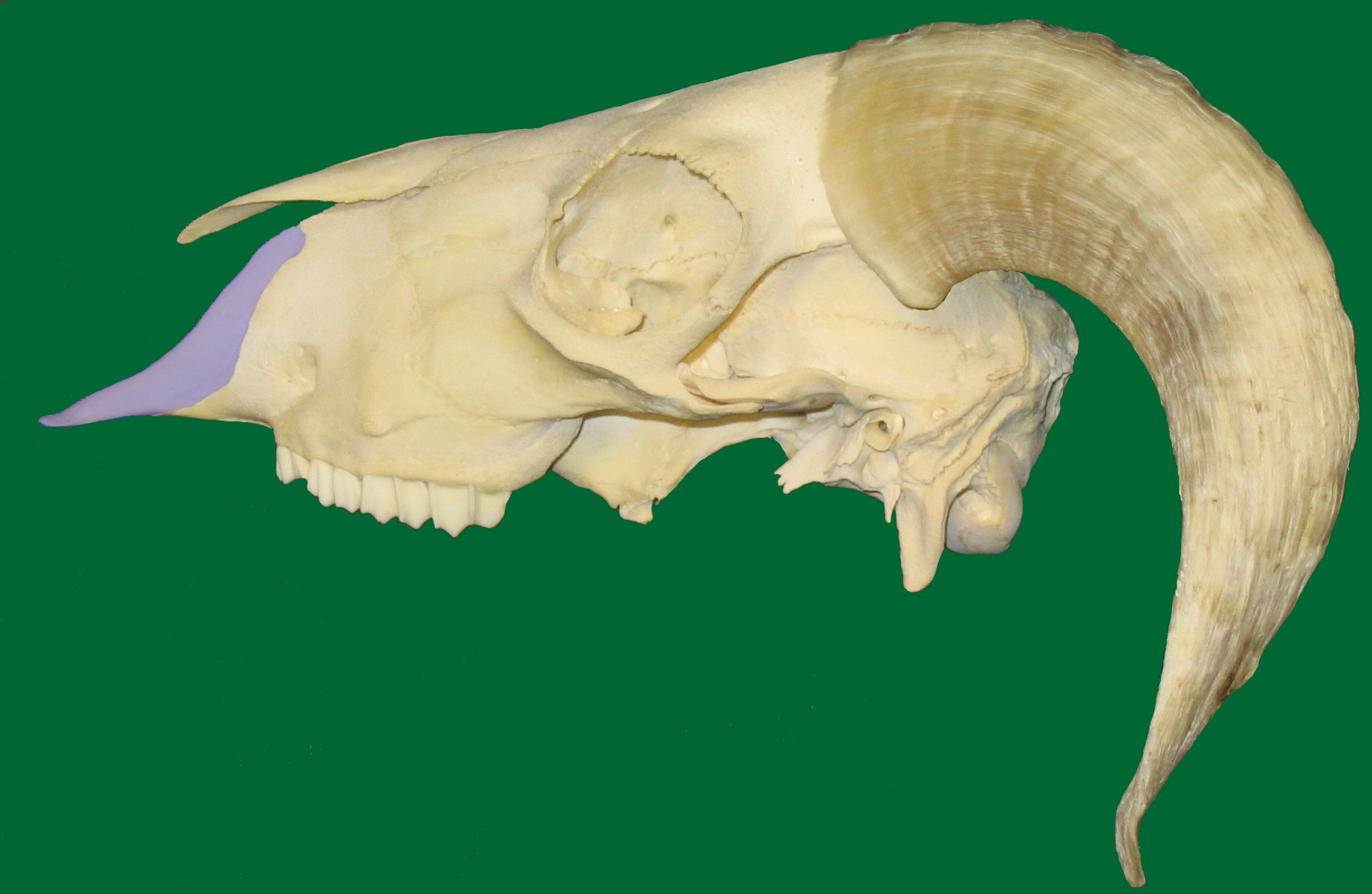
羊の間顎骨。これがヒトにもあることをゲーテは発見した。

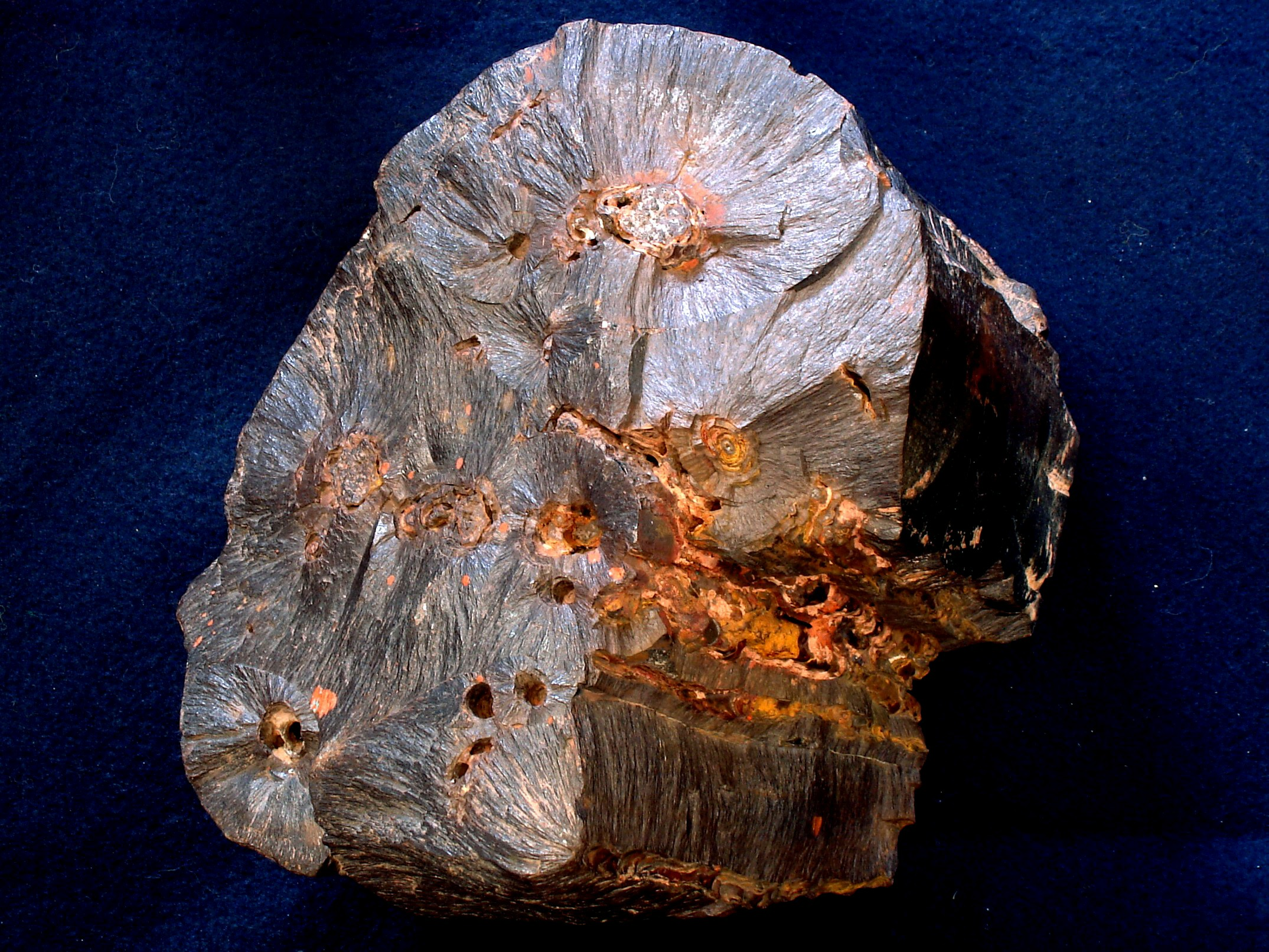
針鉄鉱（ゲータイト）

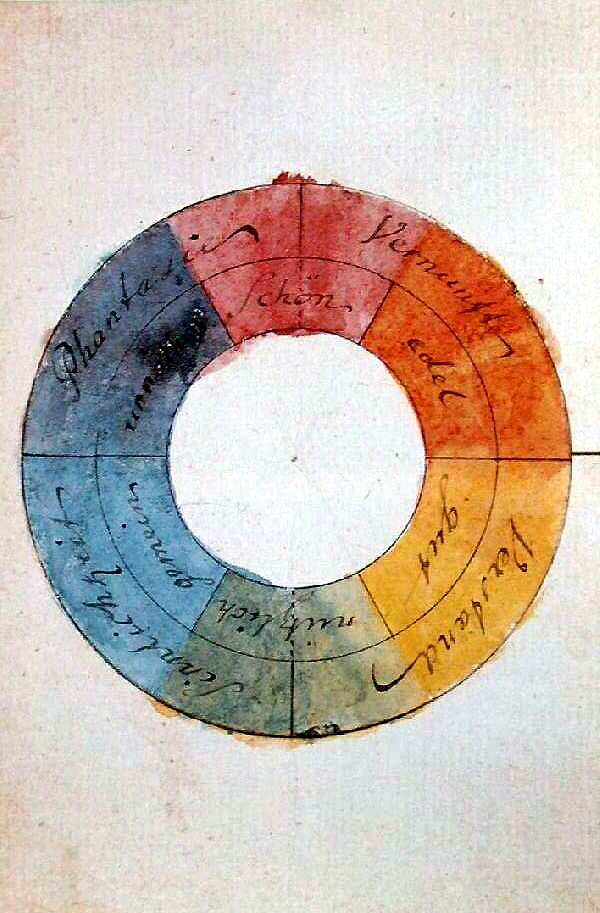
ゲーテの色彩環

ゲーテは学生時代から自然科学研究に興味を持ち続け、文学活動や公務の傍らで人体解剖学、植物学、地質学、光学などの著作・研究を残している。20代のころから骨相学の研究者ヨハン・カスパー・ラヴァーターと親交のあったゲーテは骨学に造詣が深く、1784年にはそれまでヒトにはないと考えられていた前顎骨がヒトでも胎児の時にあることを発見し比較解剖学に貢献している。
自然科学についてゲーテの思想を特徴付けているのは原型（Urform）という概念である。ゲーテはまず骨学において、すべての骨格器官の基になっている「元器官」という概念を考え出し、脊椎がこれにあたると考えていた。1790年に著した「植物変態論」ではこの考えを植物に応用し、すべての植物はただ一つの「原植物」（独:de:Urpflanze）から発展したものと考え、また植物の花を構成する花弁や雄しべ等の各器官は様々な形に変化した「葉」が集合してできた結果であるとした。このような考えからゲーテはリンネの分類学を批判し、「形態学（Morphologie）」と名づけた新しい学問を提唱したが、これは進化論の先駆けであるともいわれる。
また、ゲーテは20代半ばのころ、ワイマール公国の顧問官としてイルメナウ鉱山を視察したことから鉱山学、地質学を学び、イタリア滞在中を含め生涯にわたって各地の石を蒐集しており、そのコレクションは1万9000点にも及んでいる。なお、針鉄鉱の英名「ゲータイト（goethite）」はゲーテの名にちなむものであり、ゲーテと親交のあった鉱物学者によって1806年に名づけられた。
晩年のゲーテは光学の研究に力を注いだ。1810年に発表された『色彩論』は20年をかけた大著である。この書物でゲーテは青と黄をもっとも根源的な色とし、また色彩は光と闇との相互作用によって生まれるものと考えてニュートンのスペクトル分析を批判した。ゲーテの色彩論は発表当時から科学者の間でほとんど省みられることがなかったが、ヘーゲルやシェリングはゲーテの説に賛同している。
科学研究での日本語訳（近年刊行）
- 『自然と象徴　自然科学論集』（高橋義人[注釈 5]・前田富士男編訳、冨山房百科文庫、1982年）、のち新装版
- 『色彩論　完訳版』（全2巻＋別冊：高橋義人・前田富士男ほか訳・解説、工作舎、1999年） ISBN 9784875023203
- 『色彩論』 木村直司訳（ちくま学芸文庫、2001年） ISBN 9784480086198
- 『ゲーテ 形態学論集　植物篇』、『動物篇』（木村直司編訳、ちくま学芸文庫、2009年3・4月）
- 『ゲーテ 地質学論集　鉱物篇』、『気象篇』（木村直司編訳、ちくま学芸文庫、2010年6・7月）
- 『ゲーテ全集（14）　自然科学論』（木村直司・高橋義人ほか訳、潮出版社、新版2003年）

## ゲーテと音楽

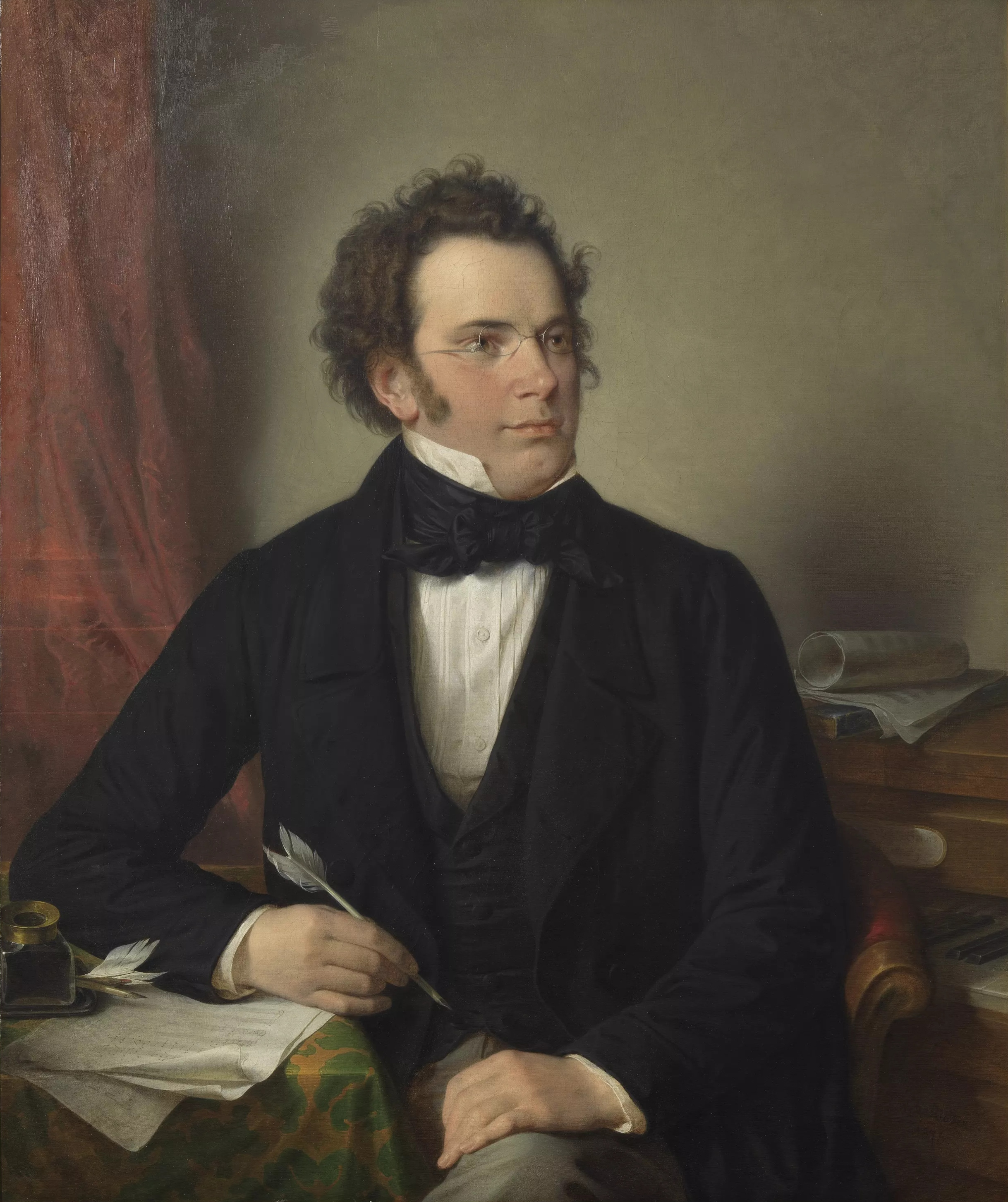
ゲーテの詩に多くの曲をつけたシューベルト

ゲーテの作品には非常に多くの作曲家が曲を付けている。特に重要なのは『魔王』『野ばら』『糸をつむぐグレートヒェン』『ガニュメート』などのフランツ・シューベルトによる歌曲であり、シューベルトが生涯作曲した600曲もの歌曲のうち70曲ほどがゲーテの作品に付けられた曲である。ゲーテ自身は曲が前面に出すぎて素朴さに欠けるとしてシューベルトの曲をあまり好まなかったが、シューベルトの死後の1830年に『魔王』を聴くと「全体のイメージが眼で見る絵のようにはっきりと浮かんでくる」と感動し、評価を改めた。
ゲーテの音楽観は保守的なものであり、たとえば歌曲については民謡を理想とし、カール・フリードリヒ・ツェルターやヨハン・フリードリヒ・ライヒャルトらの作曲を好んだ。他にゲーテが評価した音楽家としてはヴォルフガング・アマデウス・モーツァルトがおり、『ファウスト』に曲をつける権利があるのはモーツァルトだけであるとも語っていた（エッカーマン『ゲーテとの対話』）。モーツァルトに言及した多くの文章も残っており、特に彼の音楽を「悪魔が人間を惑わすためにこの世に送り込んだ音楽」と評した言葉はよく知られている。モーツァルトのゲーテ歌曲には『すみれ』があり、特に早いゲーテ歌曲のひとつであるが、モーツァルトは作曲した時、ゲーテの作であるとは知らなかった。
また、ゲーテはルートヴィヒ・ヴァン・ベートーヴェンにも高い評価を与えていた。初めて『運命』を聴いたときには非常に動揺し、「みんなが一斉にあんな音を同時に演奏したらどうなってしまうのだ、建物が壊れてしまうではないか」と言った（前掲書より）。ベートーヴェンもゲーテを尊敬し劇音楽『エグモント』やカンタータ『静かな海と楽しい航海』などゲーテの作品に曲をつけている。2人は1812年にカールスバートの温泉地で対面しており数日間の交流を持ったが、ゲーテはベートーヴェンの難聴に同情しつつもその陰気さや無礼さを嫌った。ほかにゲーテと親交のあった作曲家にはフェリックス・メンデルスゾーンがおり、序曲『静かな海と楽しい航海』などを作曲している。

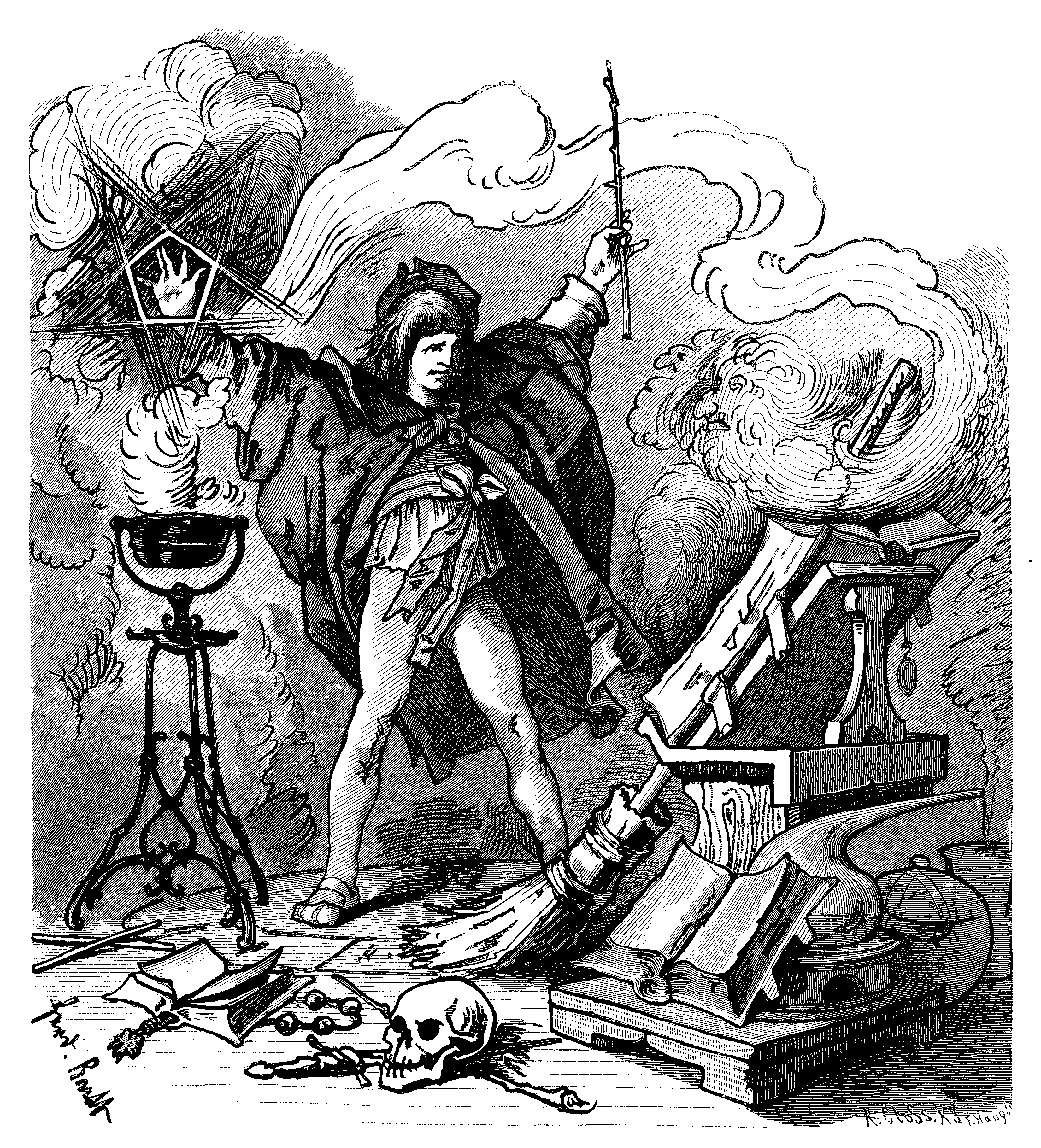
「魔法使いの弟子」につけられた挿絵

ゲーテの作品のなかで最も多く曲が付けられているのは『ファウスト』であり、オペラだけでも50もの作品が作られている。『ファウスト』に基づく音楽で代表的なものは、エクトル・ベルリオーズの『ファウストの劫罰』（1846年）、シャルル・グノーのオペラ『ファウスト』（1859年）、アッリーゴ・ボーイトのオペラ『メフィストーフェレ』（1869年）、ロベルト・シューマンの『ファウストからの情景』（1844年-1859年）、フランツ・リスト の『ファウスト交響曲』（1857年-1880年）、グスタフ・マーラーの『交響曲第8番』（1906年）など。先に挙げたシューベルトの「糸をつむぐグレートヒェン」なども『ファウスト』からの曲である。
この他にゲーテの作品に基づく有名な音楽作品として、シューマン『ミニョンのためのレクイエム』、トマのオペラ『ミニョン』、ブラームスの『ゲーテの「冬のハルツの旅」からの断章』（アルト・ラプソディ）、マスネのオペラ『ウェルテル』、ヴォルフの『ゲーテの詩による歌曲集』、デュカスの『魔法使いの弟子』などがある。特にオペラ化に関しては成功作がフランスに多い。

## 受容と影響

### 後世への影響
ゲーテの晩年にはドイツでロマン派の文学が興隆し、その理論的支柱であったシュレーゲル兄弟をはじめ多くのロマン派の作家はゲーテ、シラーを範と仰いだ。しかし、晩年「世界文学」を唱えるようになったゲーテはロマン派の国粋的な面を嫌うようになり、「ロマン派は病気だ」と言って批判的な立場を取った。ゲーテが死んだ翌年の1833年にはハインリヒ・ハイネがその死を受けて『ドイツ・ロマン派』を執筆し、同時代のドイツ文学の状況を総括した。
また、近代言語学の祖であり『グリム童話』の編者でもあるヤーコプ・グリムが作成した『ドイツ語辞典』にはゲーテの全作品から非常に多くの引用が取られており、辞典の序文には「彼の著作から僅かでも欠如するよりは、他の人々の著作から多く欠如したほうが良い」と書かれている。マルティン・ルターによるドイツ語訳聖書によって大きく発展した現代ドイツ語がゲーテによって完成させられたことは今日では定説となっている（木村直司『ゲーテ像の変遷』）。
ゲーテはフランス革命の際に保守的な反応を取ったことから、左翼的な思想の持ち主からはしばしば「偉大な俗物」とされ、批判を受けた。文学史上ではハイネやルートヴィヒ・ベルネ、青年ドイツの作家が彼の批判者である。もっともカール・マルクスは「ゲーテは偉大な詩人であるだけでなく、最も偉大なドイツ人の一人である」と述べており、レーニンもまたゲーテを愛読し、1917年に国外に逃亡した際にはネクラーソフの詩集とともにゲーテの『ファウスト』を携えていった（星野、前掲書）。
ゲーテの名声は19世紀半ばごろ一時下火となったが、1876年に発表されたヘルマン・グリムによる『ゲーテ』によってやや神格化を伴いつつ評価が確立した。1885年にはグリムが中心となってヴァイマルにゲーテ協会が設立され、今日に至るまでゲーテ研究の中心となっている。20世紀に入って以降もゲオルゲ、ホーフマンスタール、リルケらの詩人がゲーテの詩を範と仰ぎ、あるいそこからは霊感を受けており、特にノーベル文学賞を受賞したトーマス・マンは、ゲーテをドイツ人の代表者として頻繁にエッセイや講演で論じ、後期作品にゲーテが登場する長編『ヴァイマルのロッテ』、範とした『ファウスト博士』を執筆している。
1927年にはゲーテを記念しフランクフルト・アム・マインでゲーテ賞が設けられており、戦後ビューヒナー賞にとって替わられるまで長くドイツ文学においてもっとも権威ある賞として機能した（三島憲一『戦後ドイツ』岩波新書）。
スイス生まれのドイツ文学者、作家のアドルフ・ムシュク（1934年生まれ）は、2012年長篇小説『レーヴェンシュテルン』（Löwenstern）を出版した。この作品の主人公ヘルマン・ルートヴィヒ・フォン・レーヴェンシュテルン（Hermann Ludwig von Löwenstern; 1777-1836）は、エストニア人であるが、同郷のロシア海軍提督アーダム・ヨハン・フォン・クルーゼンシュテルン（Adam Johann von Krusenstern; 1770-1846）が成し遂げたロシア最初の世界周航（1803-1806）に参加した人物である。レーヴェンシュテルンはこの小説の中で、ワイマールのゲーテを訪れた際に、日本について全く知らなかったゲーテにむかって、書物から得た知識をもとに当時の日本の事情について語ると、ゲーテから実際に日本へ行くようにと勧められたと述懐している 。
小惑星(3047) Goetheはゲーテの名前にちなんで命名された。

### 日本における受容
1871年（明治4年）に初めて日本でゲーテの名が紹介されたが、本格的な受容が起るのは明治20年代からである。作品の翻訳は1884年（明治17年）、井上勤が『ライネケ狐（de:Reineke Fuchs）』を『狐裁判』として訳したものが最初である（狐物語群#ゲーテのドイツ語作品）。この訳は当初自由出版社から出されていたが、1886年（明治19年）に版権が春陽堂に移って新たな初版が出され、1893年（明治26年）までに5版が出るほどよく読まれた。1889年（明治22年）には森鷗外が訳詩集『於母影』においてゲーテの詩を翻訳し、特にその中の「ミニヨン」の詩は当時の若い詩人たちに大きな影響を与えた。鴎外はゲーテを深く尊敬しており、『ゲッツ・フォン・ベルリヒンゲン』の翻訳や『ファウスト考』『ギョッツ考』などの論考を著し、1913年（大正2年）には日本初の『ファウスト』完訳を行なっている。
日本では明治20年代から30年代にかけては若手作家の間で「ウェルテル熱」が起り、島崎藤村、平田禿木、戸川秋骨、馬場孤蝶ら『文学界』同人の作家を中心に『若きウェルテルの悩み』が熱心に読まれた。特に島崎藤村は晩年までゲーテを愛読しており、随筆『桃の雫』（1936年）の中でゲーテに対する長年の思いを語っている。外国文学に批判的であった尾崎紅葉も晩年にはゲーテを熱心に読み、「泣いてゆく ヱルテルに会う 朧かな」を辞世の句として残した。また、『ウェルテル』と並んで『ファウスト』も若い作家の間で熱心に読まれていた。文壇に「ウェルテル熱」が起る前に早世した北村透谷は『ファウスト』を熱心に読んでおり、『蓬莱曲』などの作品を書く上で大きな影響を受けている。倉田百三は代表作『出家とその弟子』を書く際、鴎外訳の『ファウスト』から様々な影響を受けたことを語っており、国木田独歩も『ファウスト』を熱心に読み影響を受けたことを『欺かざるの記』のなかで繰り返し述べている。他にゲーテを愛読しゲーテについての著述を残している者に長与善郎、堀辰雄、亀井勝一郎などがおり（以上、星野『ゲーテ』より）、水木しげるもゲーテの言動についてのエッセイを著している。
1931年（昭和6年）には日本ゲーテ協会が創設され、ドイツ文学の研究・紹介を行っている。また、関西ゲーテ協会の主催で毎年ゲーテの誕生日の夜に「ゲーテ生誕の夕べ」が開催されており、そこではゲーテにちなんだ歌謡のコンサートや講演が開かれている。京都市には、日独文化交流機構のゲーテ・インスティトゥート・ヴィラ鴨川がある。
1964年（昭和39年）には実業家粉川忠によって東京都北区に東京ゲーテ記念館が運営され、日本語の翻訳本や原著だけでなく世界中の訳本や研究書、上演時の衣装などを含む関連資料を所蔵する世界的にも類例のない資料館となっている。

## 著作一覧

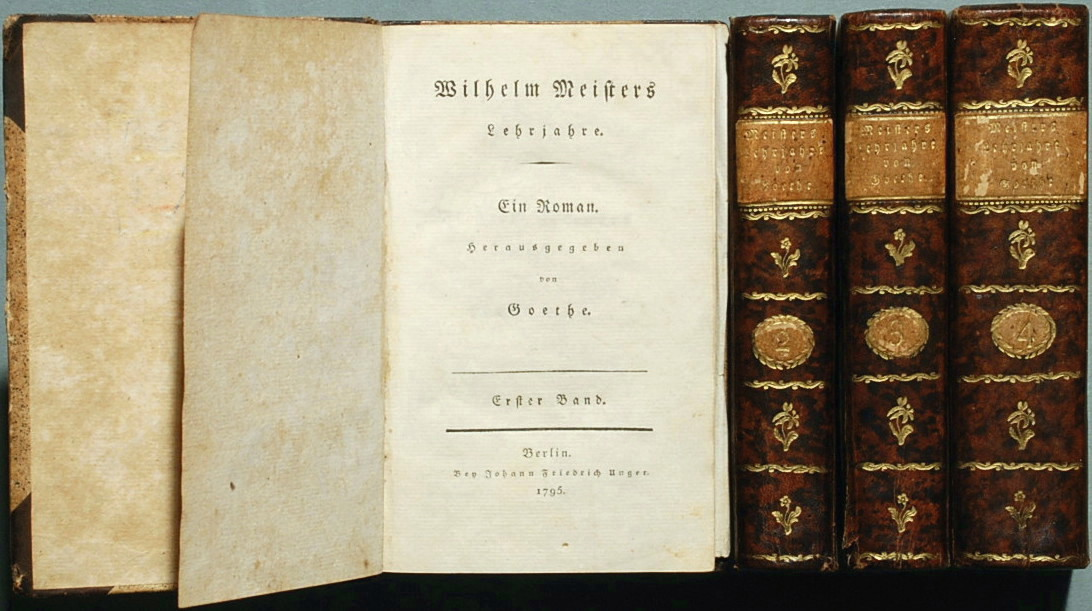
『ヴィルヘルム・マイスターの修業時代』

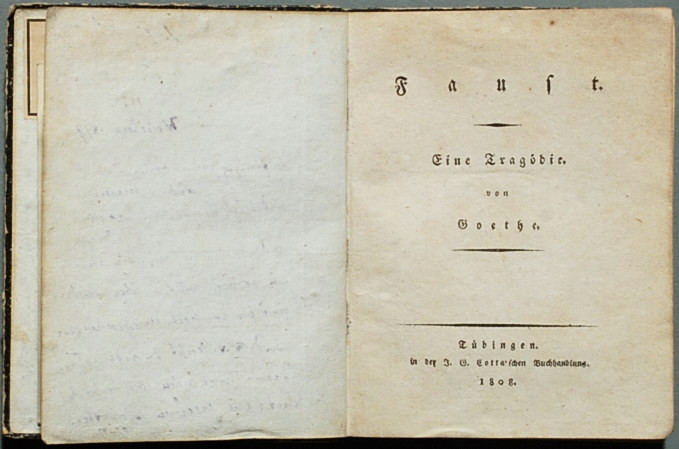
『ファウスト』第1部

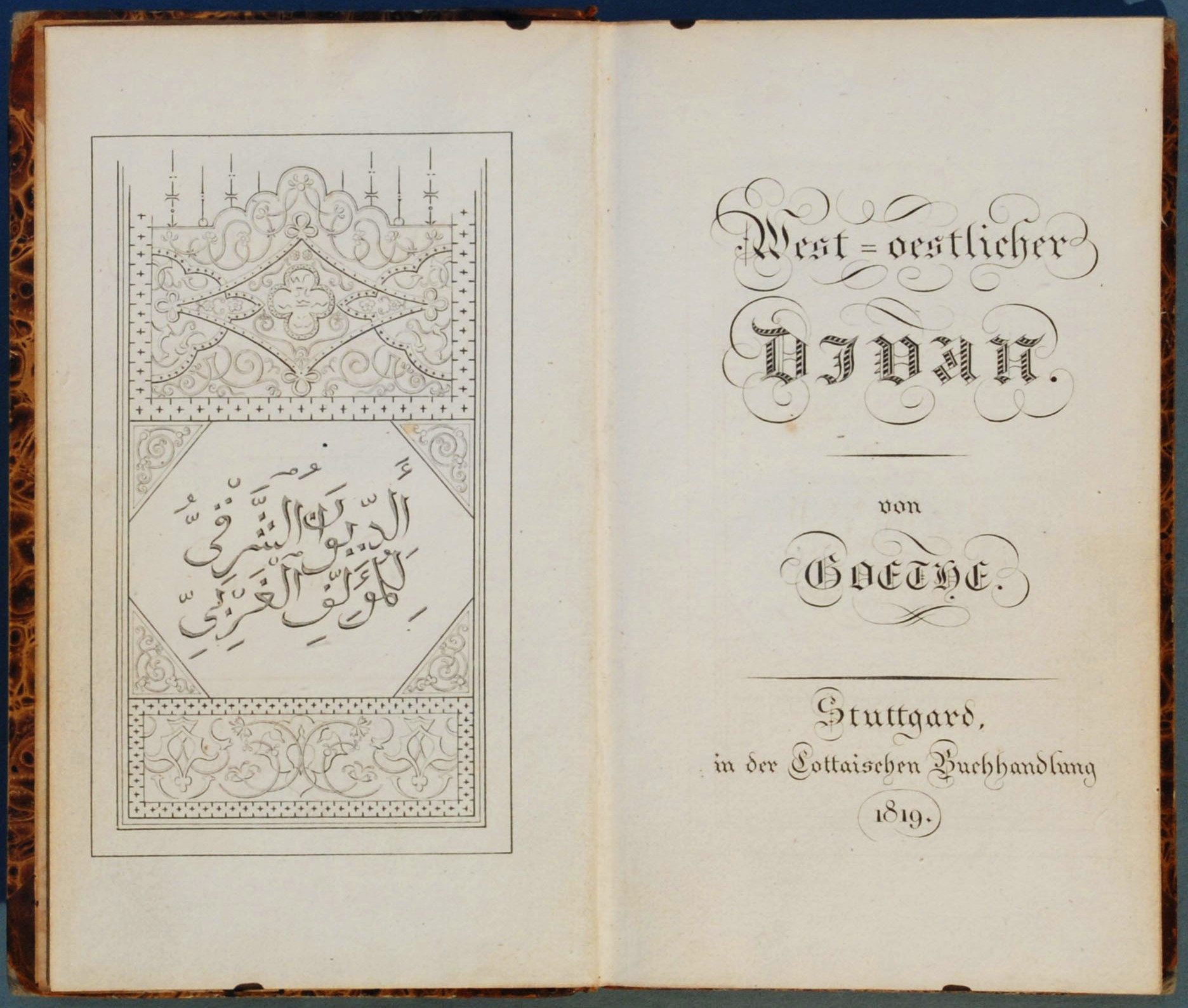
『西東詩集』

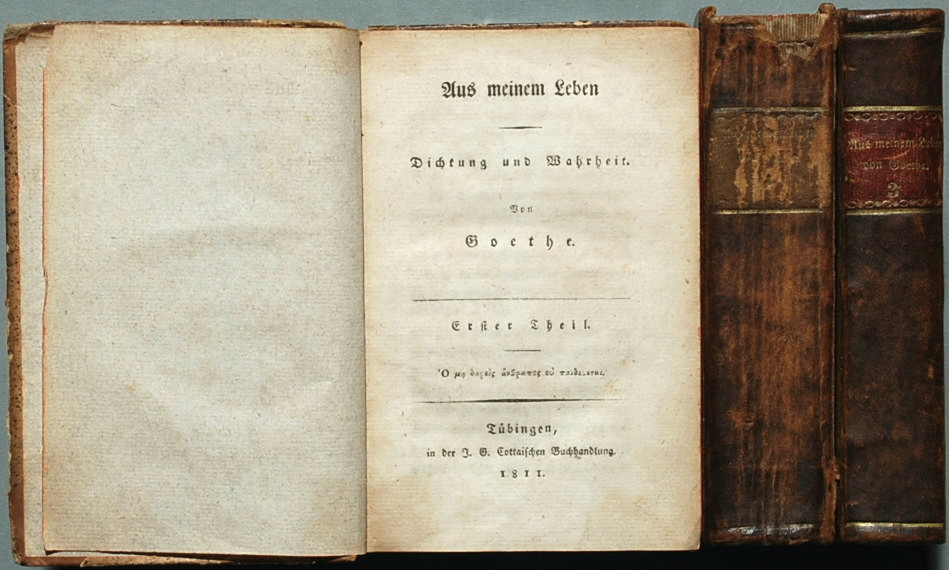
『詩と真実』

### 小説
- 若きウェルテルの悩み（Die Leiden des jungen Werthers、1774年）
- ヴィルヘルム・マイスターの修業時代（Wilhelm Meisters Lehrjahre、1796年）
- 親和力（Die Wahlverwandtschaften、1809年）
- ヴィルヘルム・マイスターの遍歴時代（Wilhelm Meisters Wanderjahre、1821年）

### 戯曲
- ゲッツ・フォン・ベルリヒンゲン（Götz von Berlichingen mit der eisernen Hand、1773年）
- タウリス島のイフィゲーニエ[15]（Iphigenie auf Tauris、1787年）
- エグモント（Egmont、1788年-1789年）
- トルクワト・タッソー（Torquato Tasso、1790年）
- ファウスト 悲劇第一部（Faust, der Tragödie erster Theil、1806年）
- ファウスト 悲劇第二部（Faust, der Tragödie zweyter Theil、1831年）

### 詩集
- アネッテ（Annette、1767年）
- 新詩集（Neue Lieder、1769年）
- 雑詩集（Vermischte Gedichte、1789年）
- ライネケ狐（Reineke Fuchs、1794年） - 叙事詩
- ローマ悲歌（Römische Elegien、1795年）
- ヘルマンとドロテーア（Hermann und Dorothea、1798年） - 叙事詩
- 西東詩集（West-östlicher Divan、1819年）
- 情熱の三部作（Trilogie der Leidenschaft、1827年）

### その他
- 色彩論（Zur Farbenlehre、1810年） - 科学論文
- 我が生涯より 詩と真実（ドイツ語版、英語版）（Aus meinem Leben: Dichtung und Wahrheit、1811年） - 自叙伝
- イタリア紀行（Italienische Reise、1816年-1817年） - 旅行記
- 箴言と省察若くは格言と反省（Maximen und Reflexionen、1833） - 死後編輯の格言集

## 作品集
- 『ゲーテ全集』（全12巻）、人文書院、1960年-1961年。最終巻は作家論集
- 『ゲーテ全集』（全15巻）、潮出版社、1979年-1992年、新装版2003年。別巻『ゲーテ読本』（新版1999年）
- 『ゲーテ＝シラー往復書簡集』、森淑仁ほか3名訳、潮出版社（上下）、2016年
- 『ゲーテ　ポケットマスターピース02』大宮勘一郎編、集英社文庫ヘリテージシリーズ、2015年

## 史跡
ゲーテ生誕の地であるフランクフルトから、ワイマールを経て、ゲーテが学業に励んだライプツィヒまでの400キロメートルの街道は「ゲーテ街道」と称されている。

## ギャラリー

### ゲーテの肖像

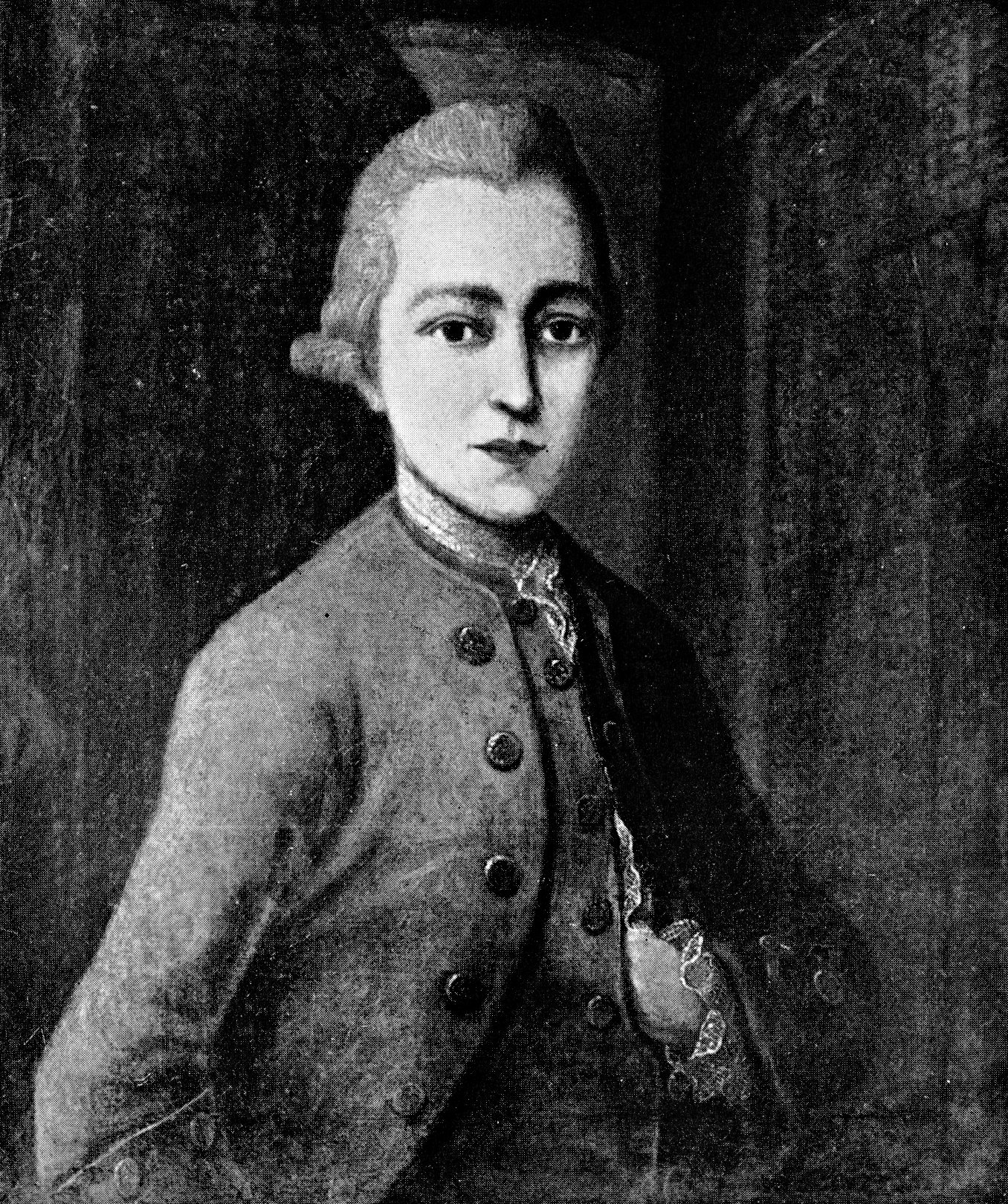
16歳頃のゲーテ（前掲、ヨハン・アダム・ケルン画、1765年-1768年頃）
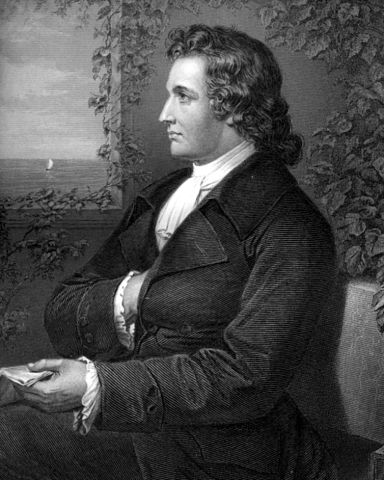
26歳のゲーテ（ゲオルク・メルヒオール・クラウス 画、1775年）
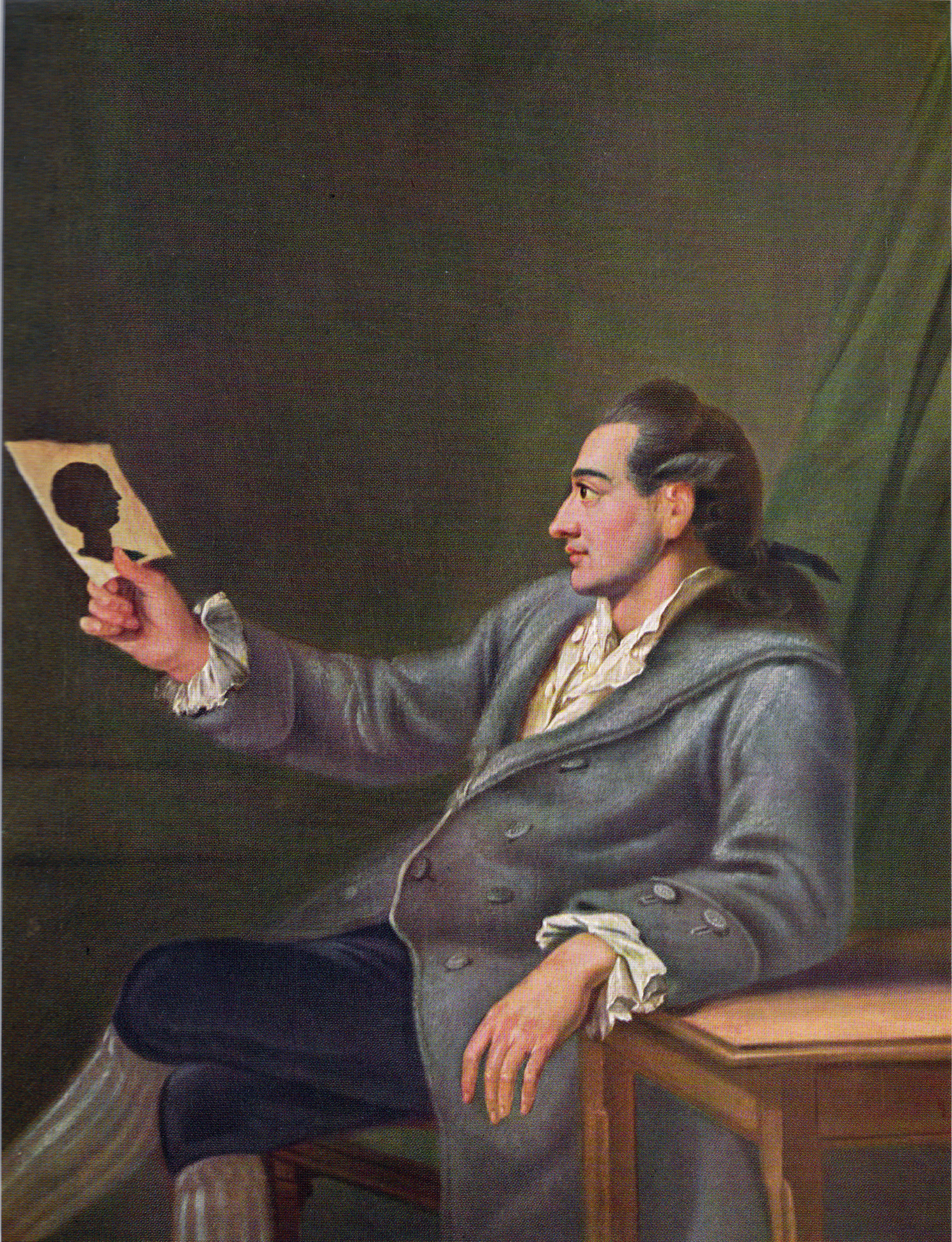
女性のシルエットを眺める青年ゲーテ（ゲオルク・メルヒオール・クラウス画、1775年-1776年）
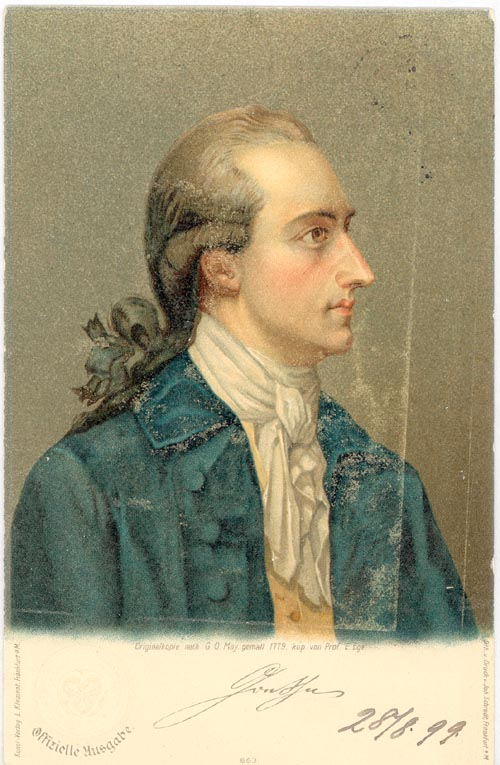
30歳頃のゲーテ（ゲオルク・オズワルト・メイ画、1779年）
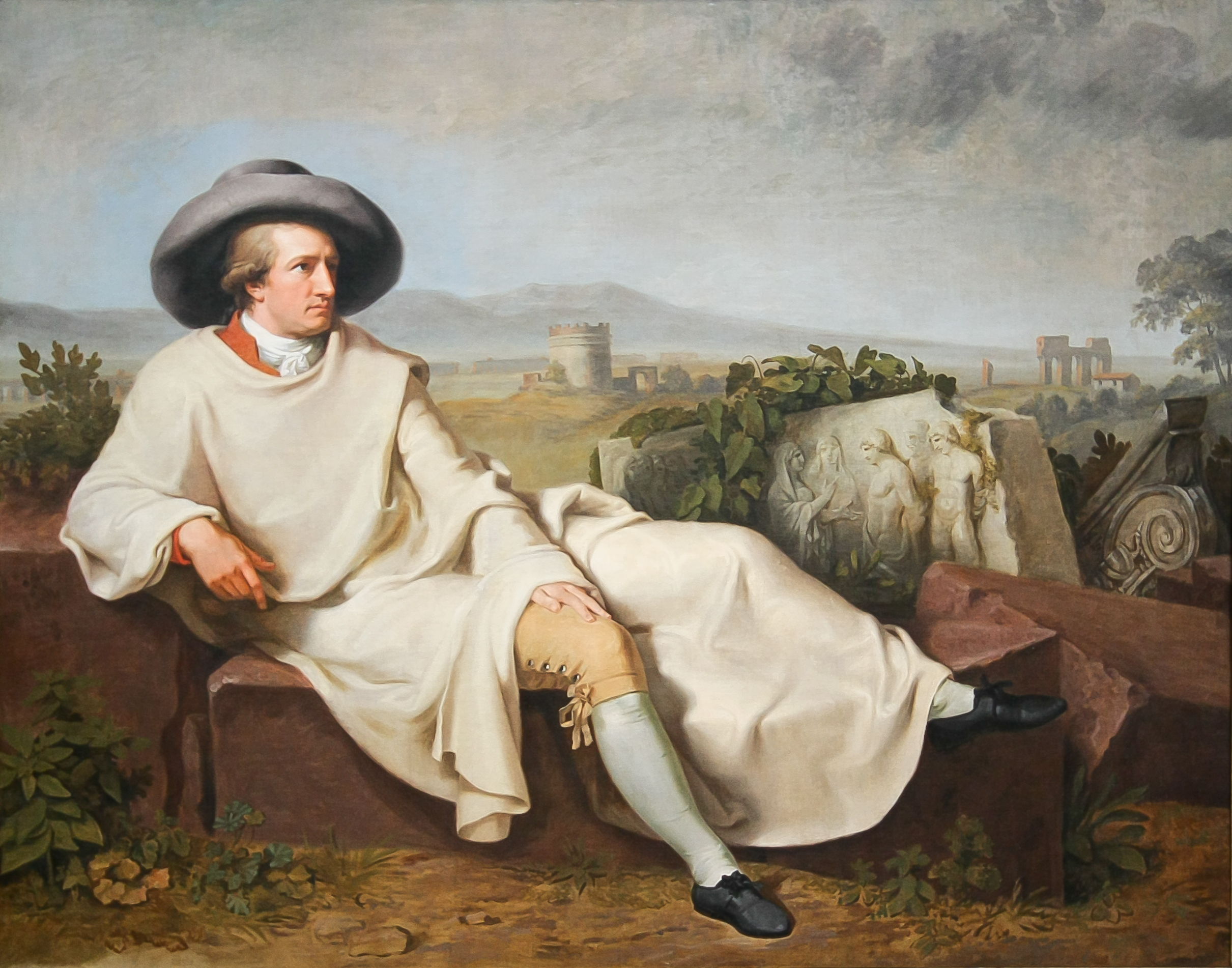
カンパーニャ・ロマーナにおける30代のゲーテ（ティシュバイン画、1786年-1787年）
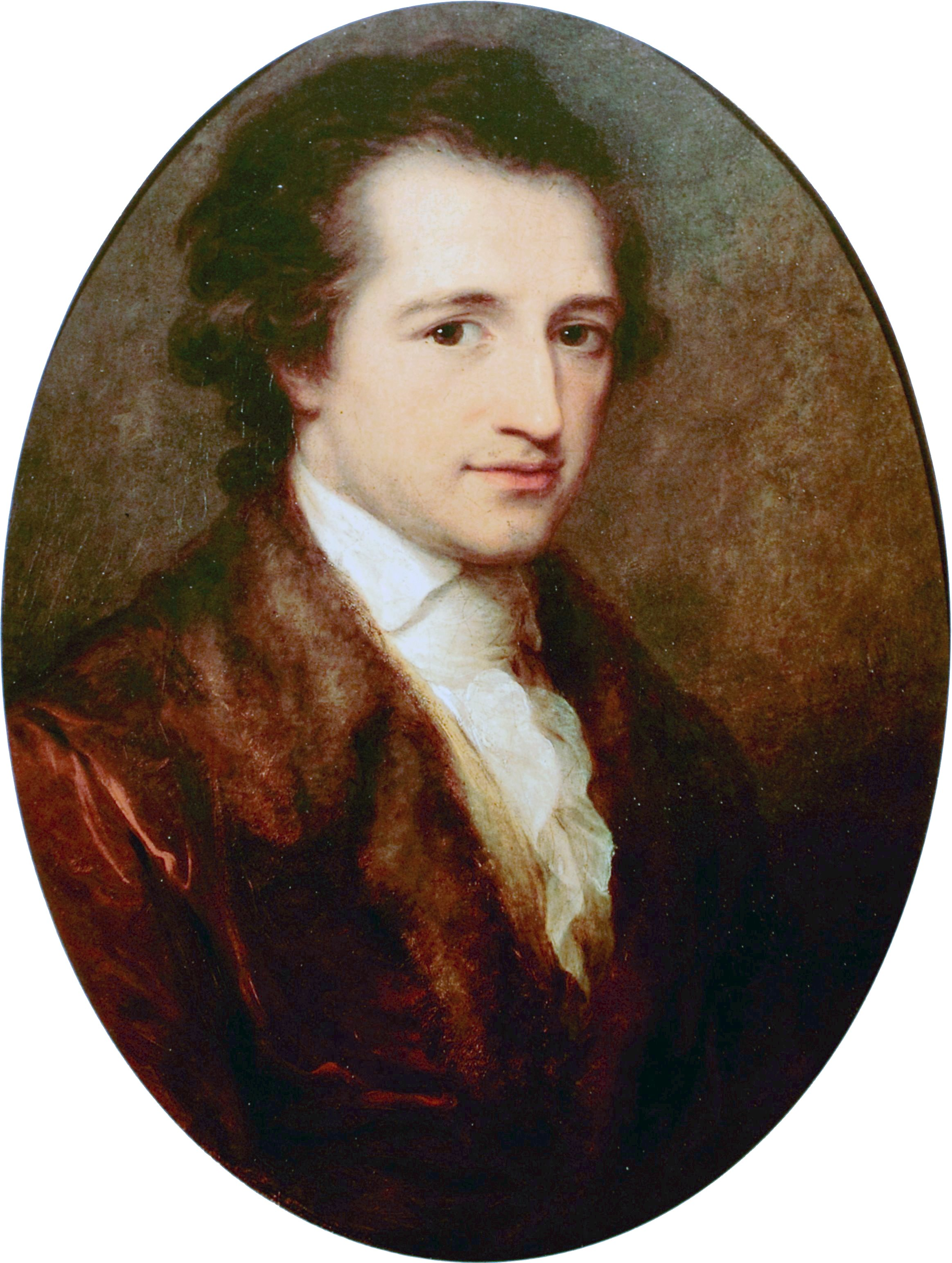
イタリア時代のゲーテの肖像（アンゲリカ・カウフマン画、1787年）
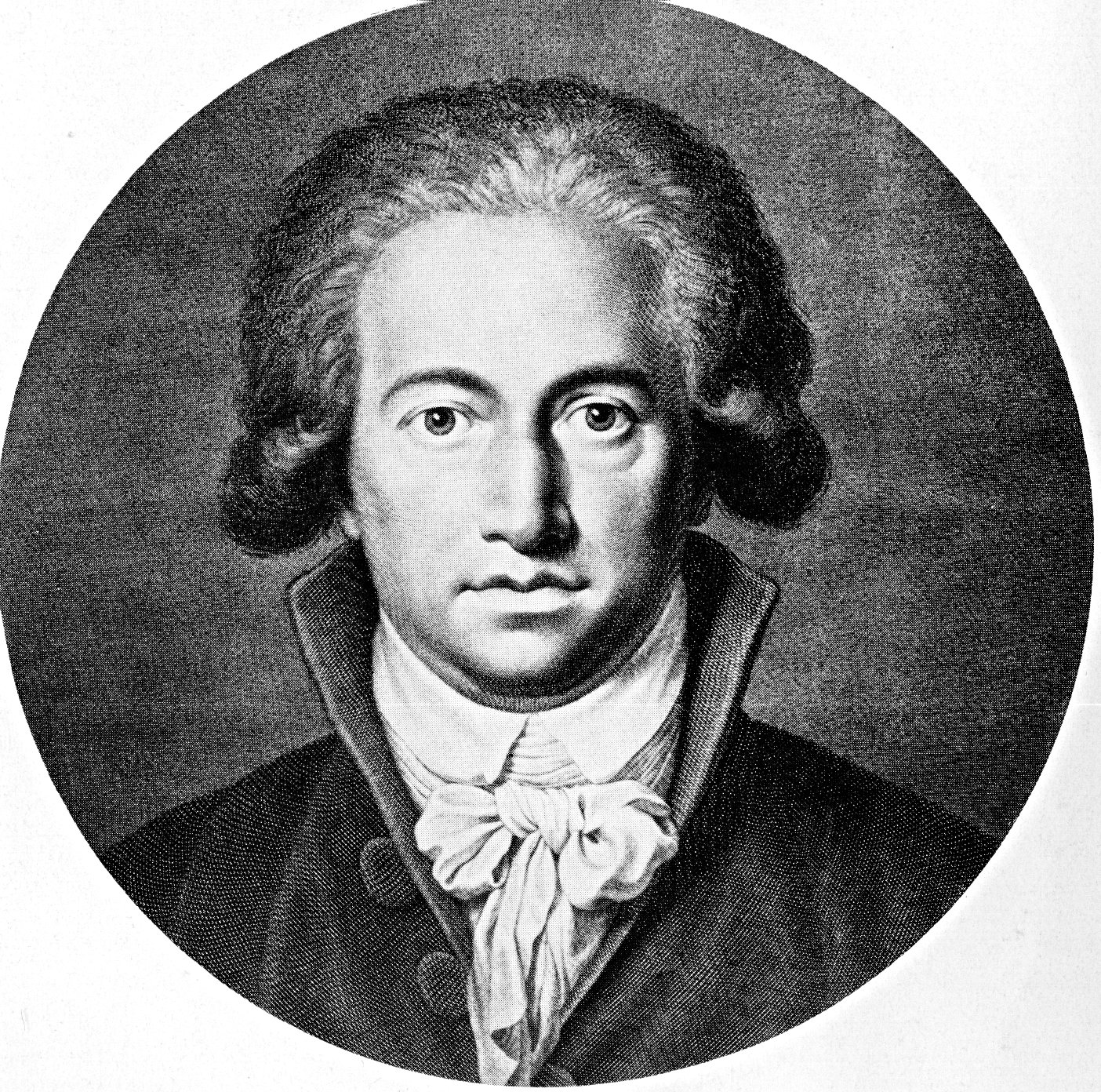
40代のゲーテを描いた銅版画（ヨハン・ハインリヒ・リップス画、1791年）
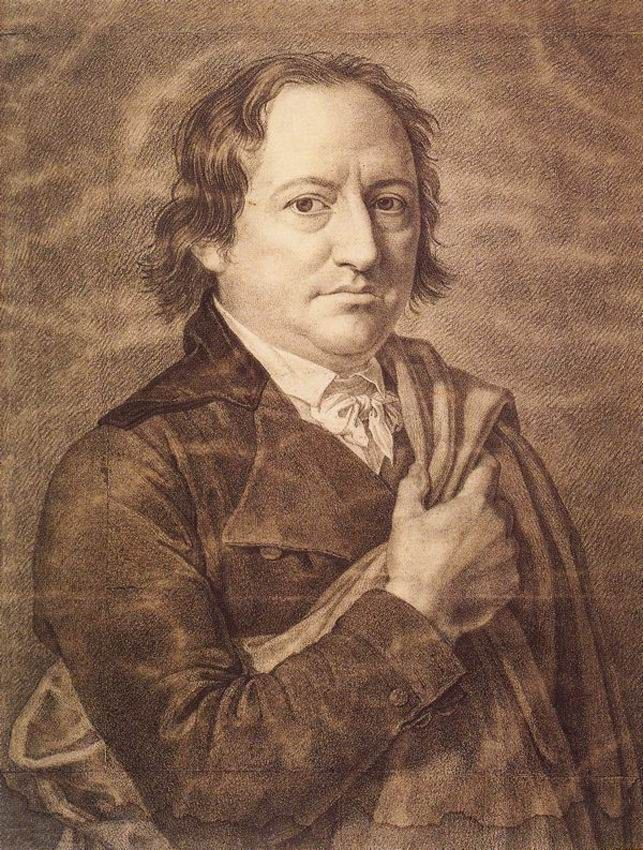
50歳頃のゲーテ（フリードリヒ・ビュリー画、1800年）
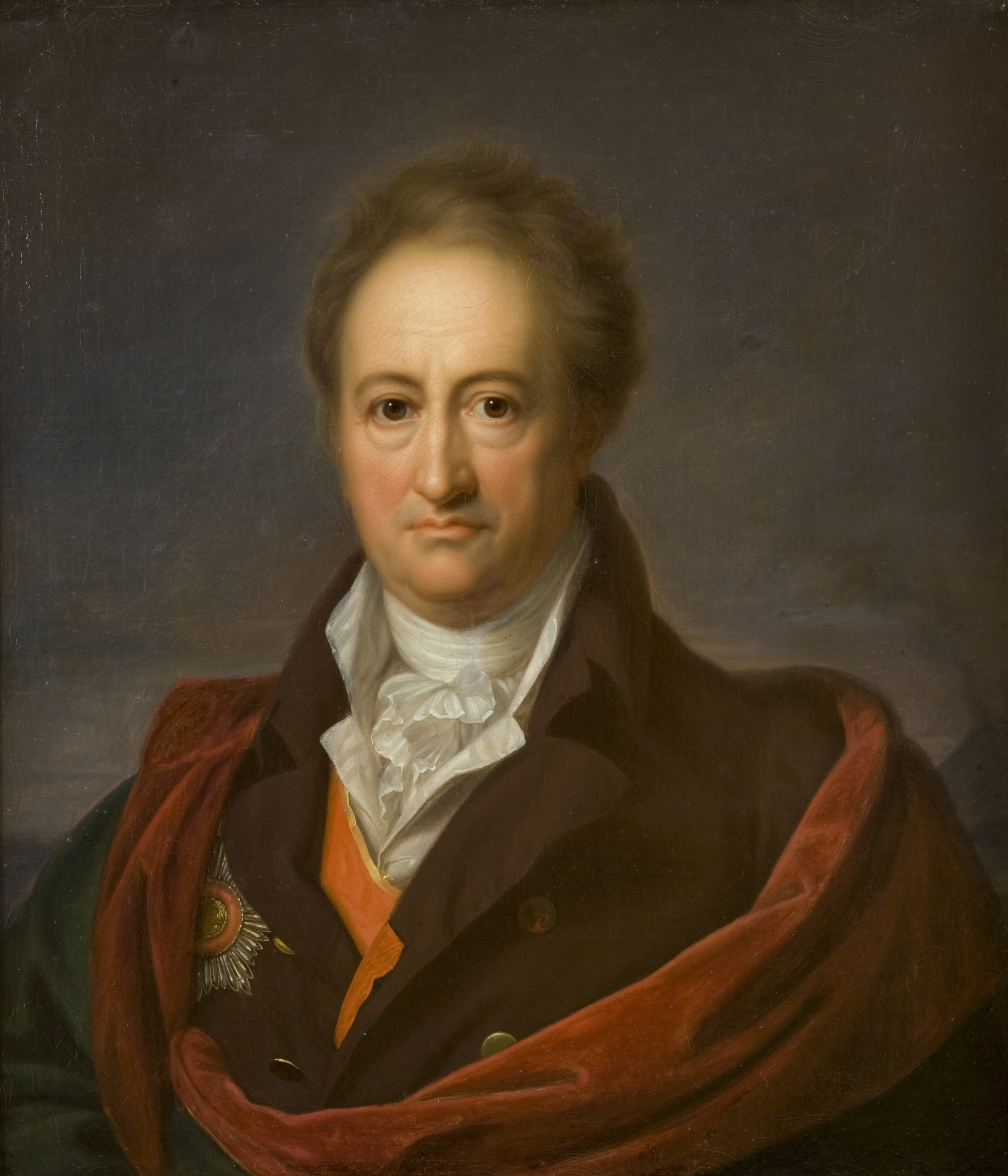
60歳頃のゲーテ（ゲルハルト・フォン・キューゲルゲン画、1808年）
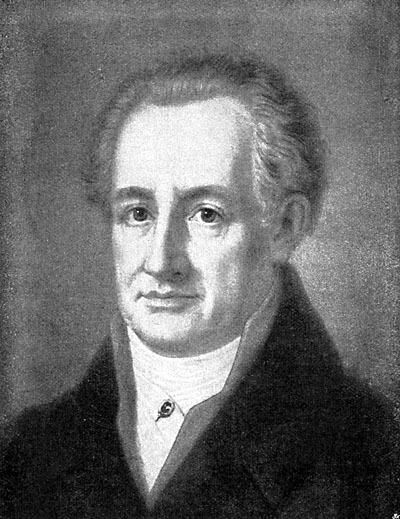
60代のゲーテ（ルイーゼ・ザイドラー画、1811年）
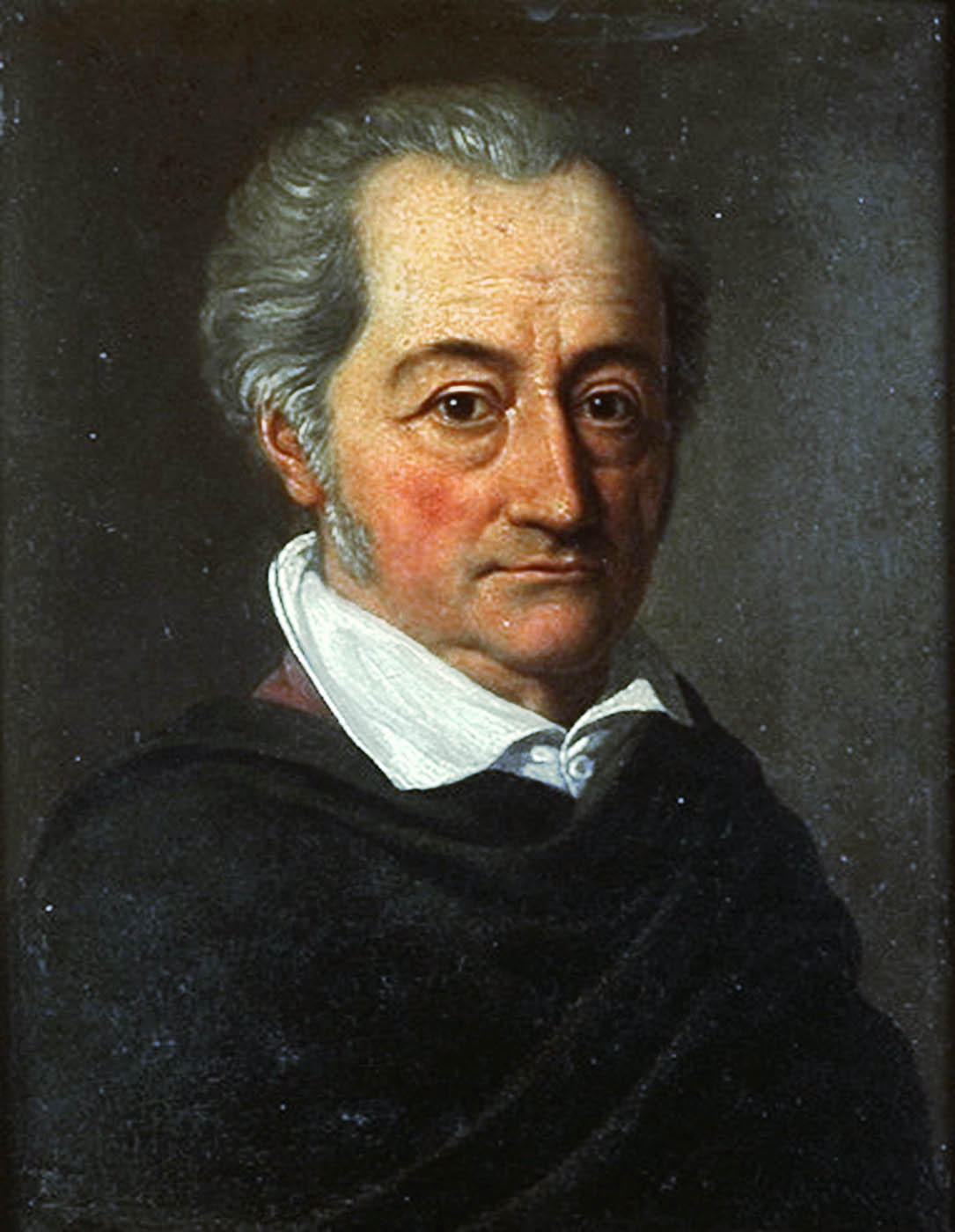
60代のゲーテ（ヨセフ・ラーベ画、1814年）
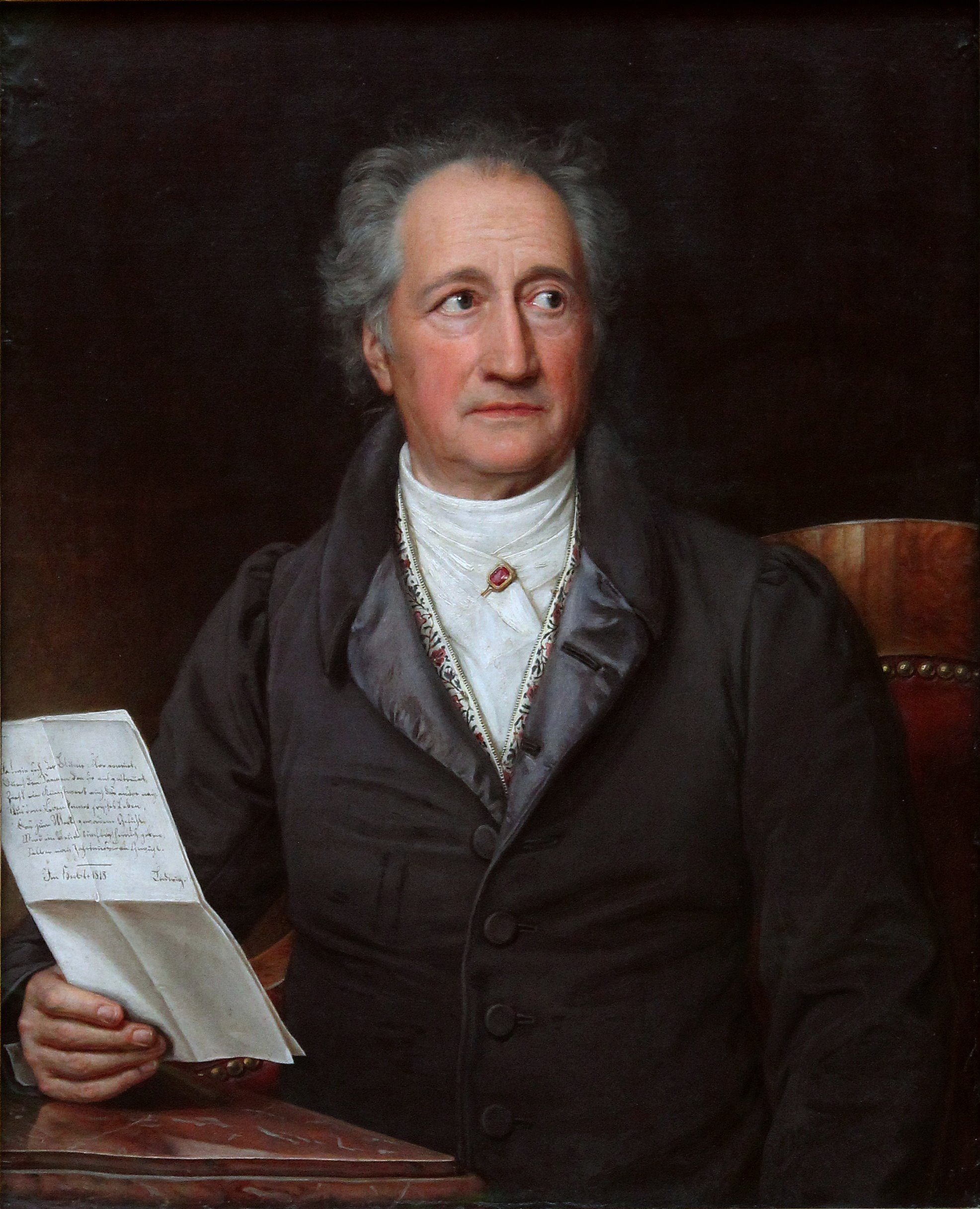
70歳のゲーテ。当時ゲーテは80歳近かったが、70歳の肖像として描かれている（前掲、ヨーゼフ・カール・シュティーラー画、1828年）
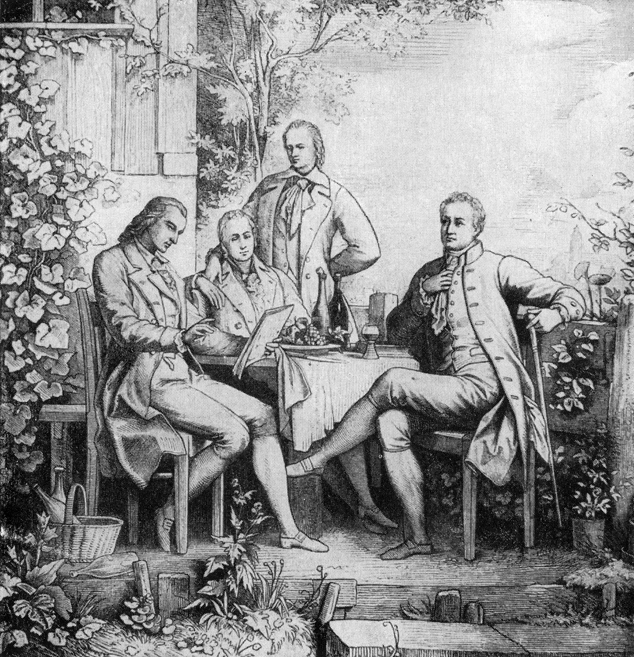
イェーナ近郊にて。左からシラー、ヴィルヘルム・フンボルト、アレクサンダー・フンボルト、ゲーテ（アドルフ・ミュラー画、1797年頃）
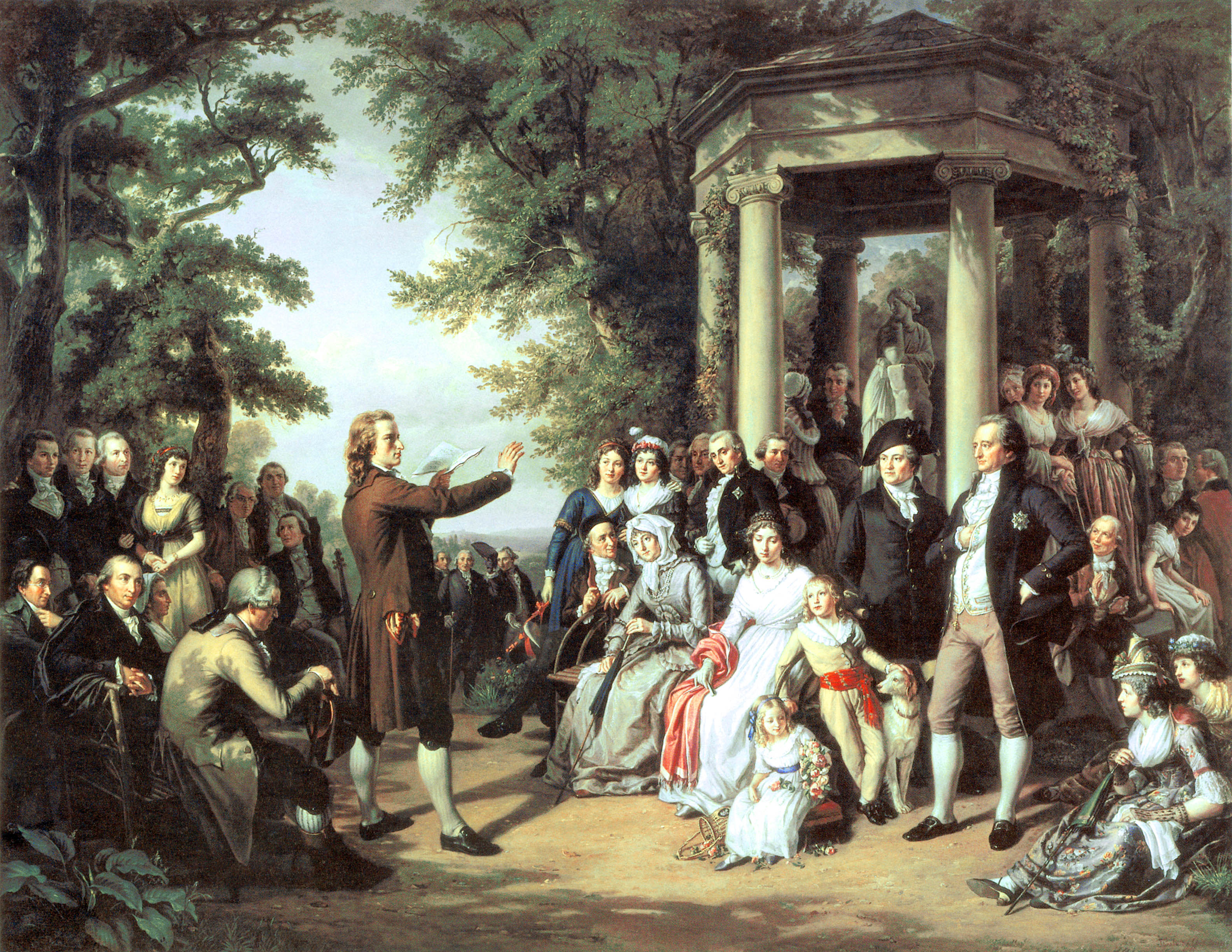
ヴァイマル・ムーゼンホフにてシラーの朗読を聞くゲーテ。胸に手を入れているのがゲーテである（テオバルト・フォン・エール画、1860年）
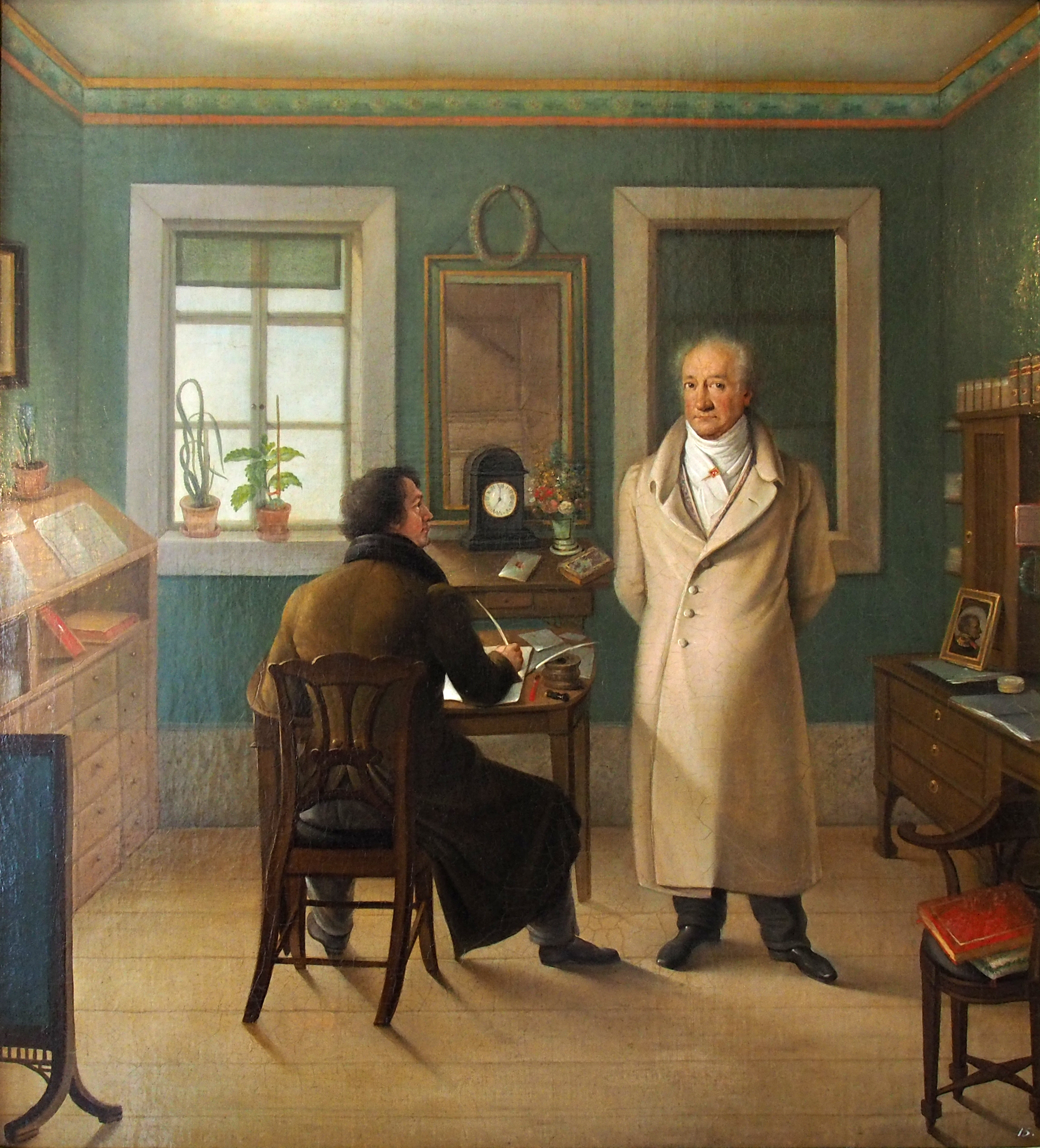
口述筆記を行なう晩年のゲーテ（ヨハン・ヨーゼフ・シュメラー画、1834年）

### 近親者の肖像
- ゲーテの父ヨハン・カスパー・ゲーテ（ゲオルク・フリードリヒ・シュモール画、1775年）
- ゲーテの母カタリーナ・エリザベート・ゲーテ（ゲオルク・オズワルト画、1776年）
- ゲーテの妹コルネリア・シュロッサー（ゲーテ自身の筆による肖像を基にした木版画）
- 少年時代のゲーテの家族。羊飼いに扮している（ヨハン・コンラート・ゼーカッツ画、1760年頃）

### 恋人たちの肖像

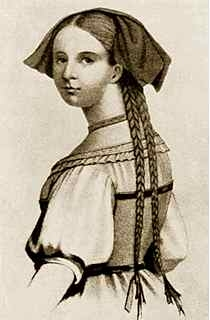
21歳の頃恋に落ちたフリーデリケ・ブリオン。彼女との恋愛から初期の抒情詩が生まれた。
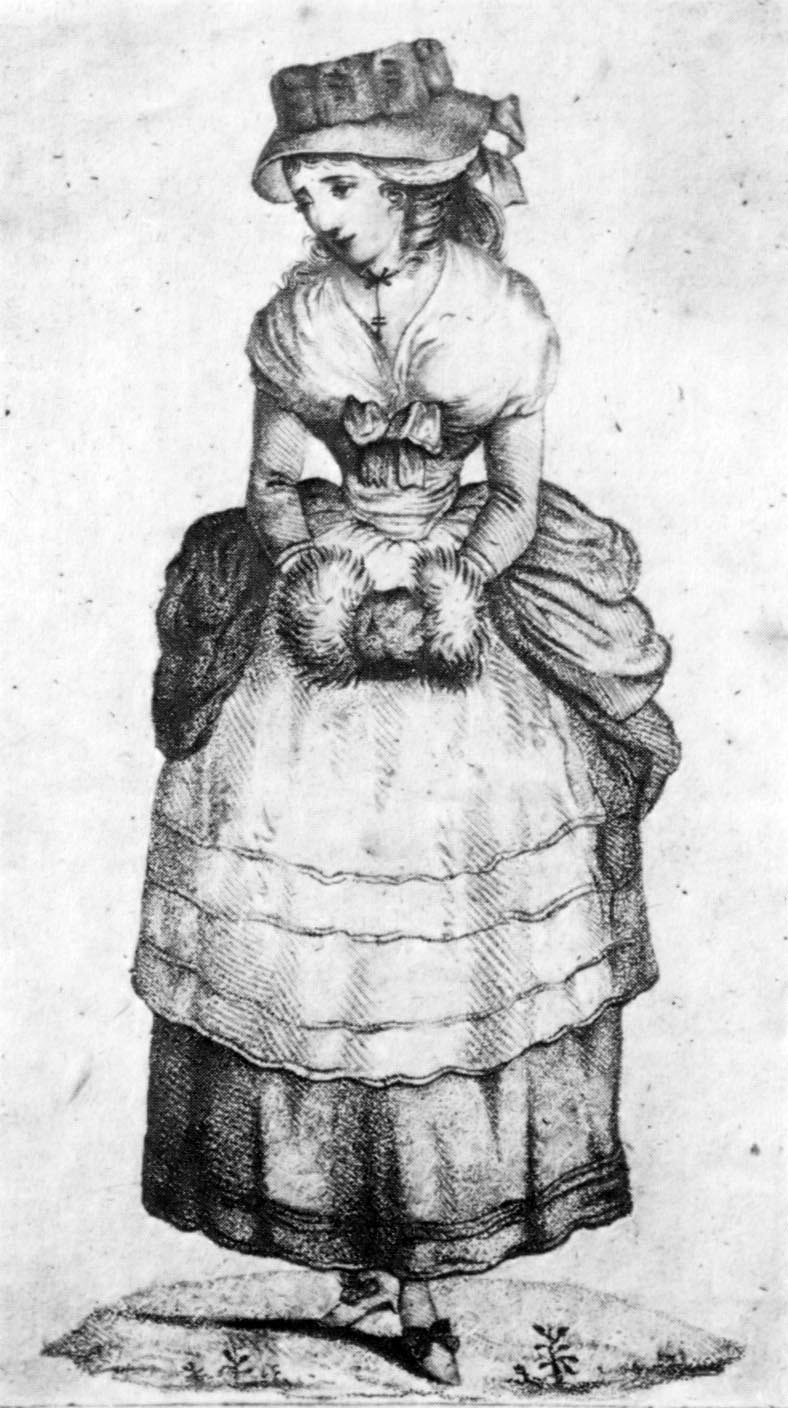
22歳のゲーテが思いを寄せ、後に『若きウェルテルの悩み』のヒロインのモデルとなったシャルロッテ・ブッフ。
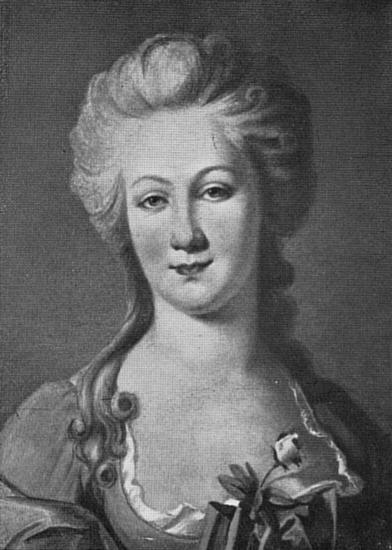
20代の時の恋人リリー・シェーネマン。一時は婚約したもののその後婚約解消となった。
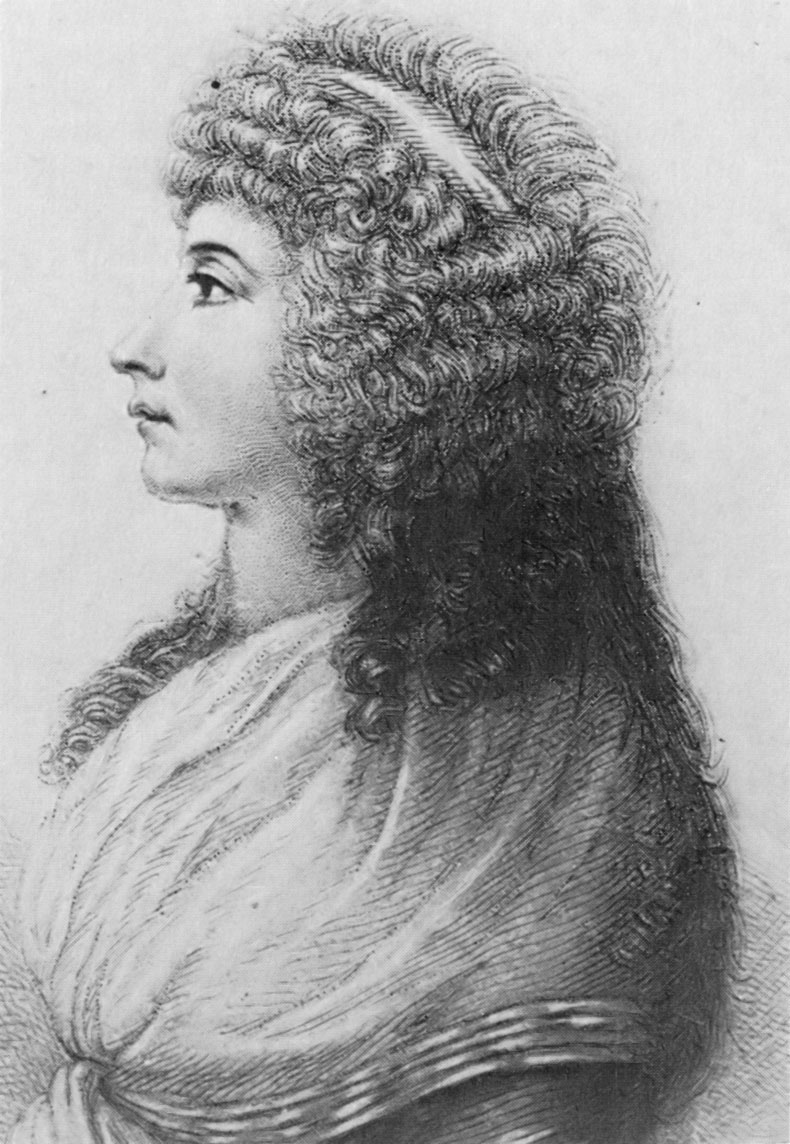
20代から30代にかけてゲーテが愛をささげたシュタイン夫人。彼女との恋愛はゲーテが古典主義に向かう契機となった。
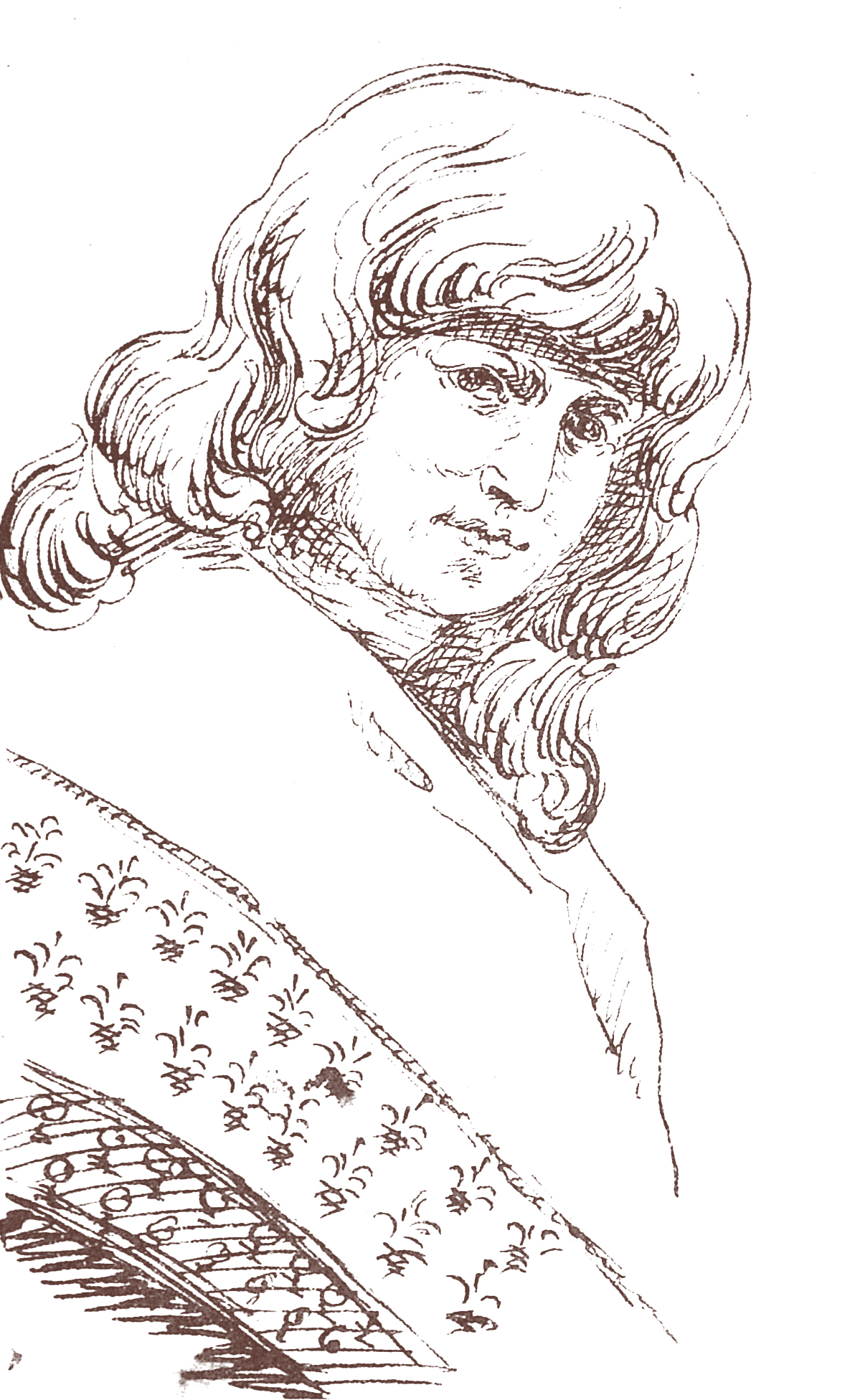
妻クリスティアーネ。ゲーテは彼女との間に息子アウグストをもうけている。（ゲーテ自身の筆による）
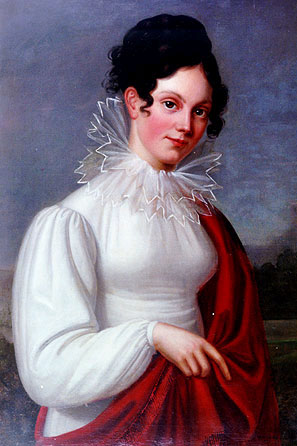
50代のゲーテが恋をしたヴィルヘルミーネ・ヘルツリープ。18歳当時の彼女に対する密かな愛が『親和力』執筆の原動力となった。
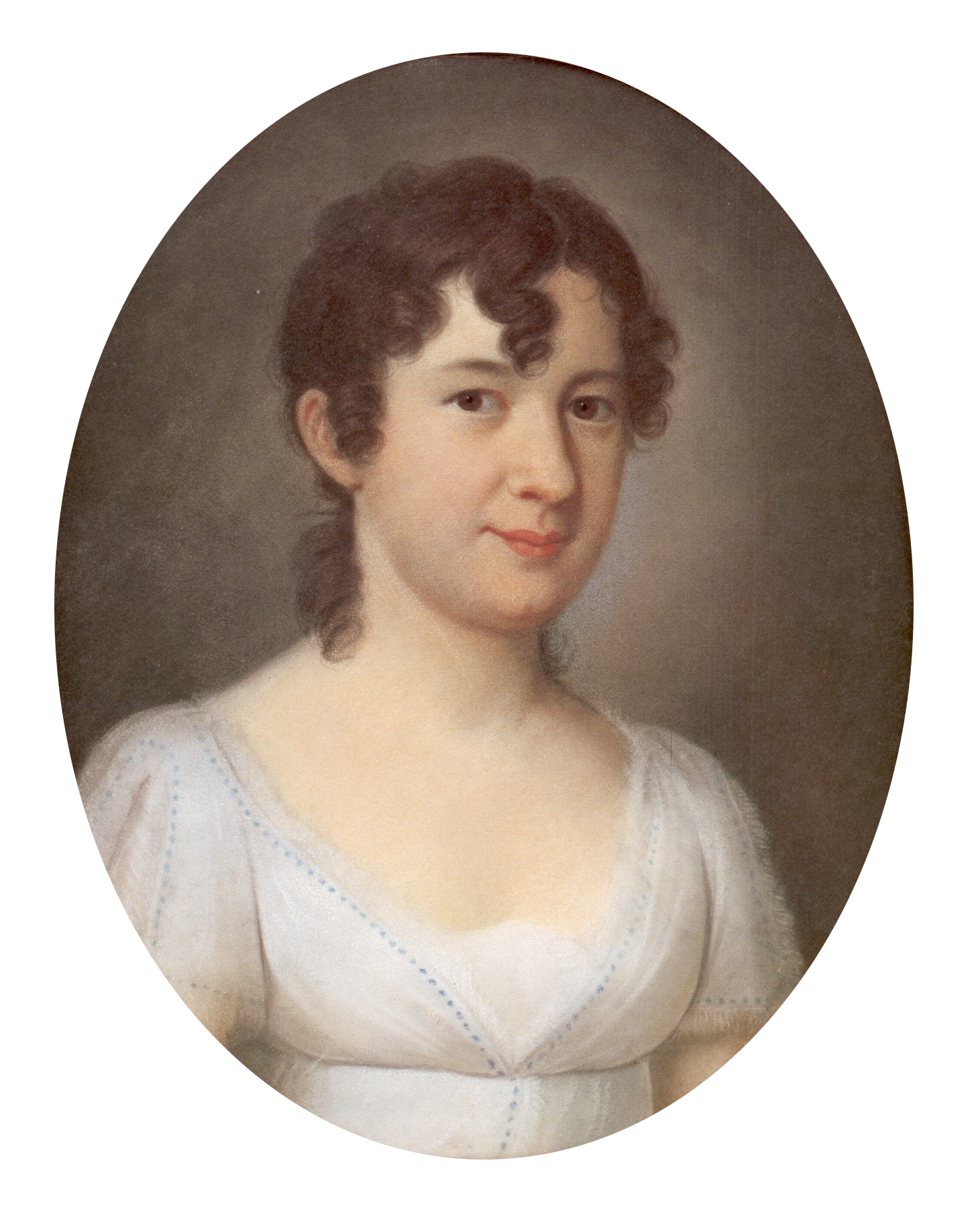
晩年に恋したマリアンネ・フォン・ヴィレマー。『西東詩集』の「ズライカの書」において「ズライカ」として登場する。
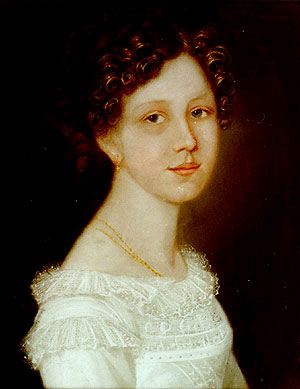
80歳のゲーテが恋に落ちたウルリーケ・フォン・レヴェツォー。彼女への失恋から『マリーエンバート悲歌』が生まれた。

### その他人物の肖像

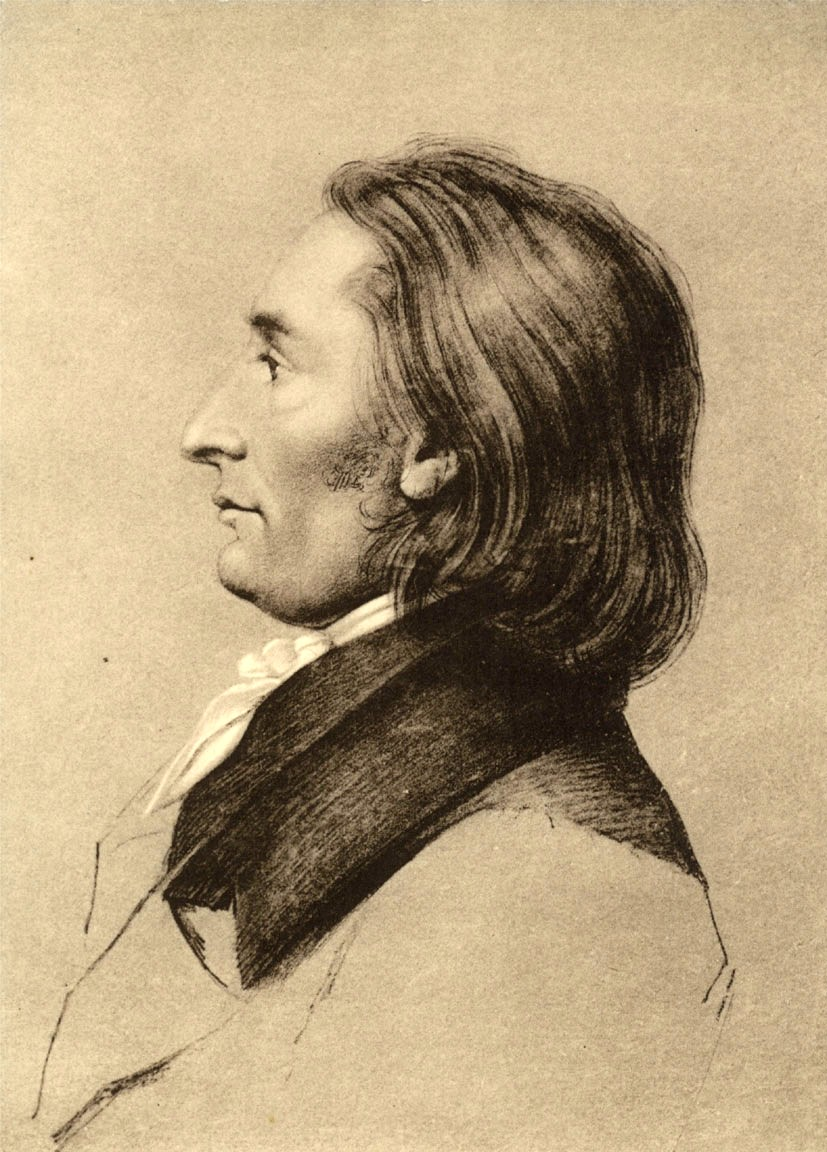
ゲーテの後半生を知るうえで重要な著作(『ゲーテとの対話』)を残し、秘書でもあったヨハン・ペーター・エッカーマン

### ゲーテの住居

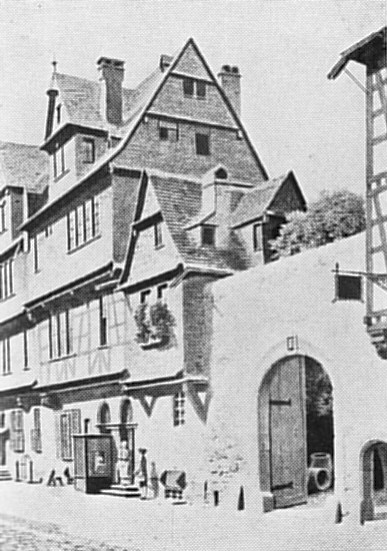
ゲーテの生家（1775年以前）
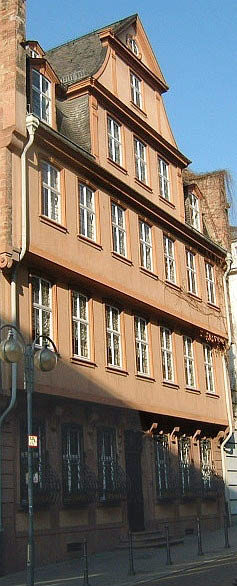
ゲーテの生家（2005年）
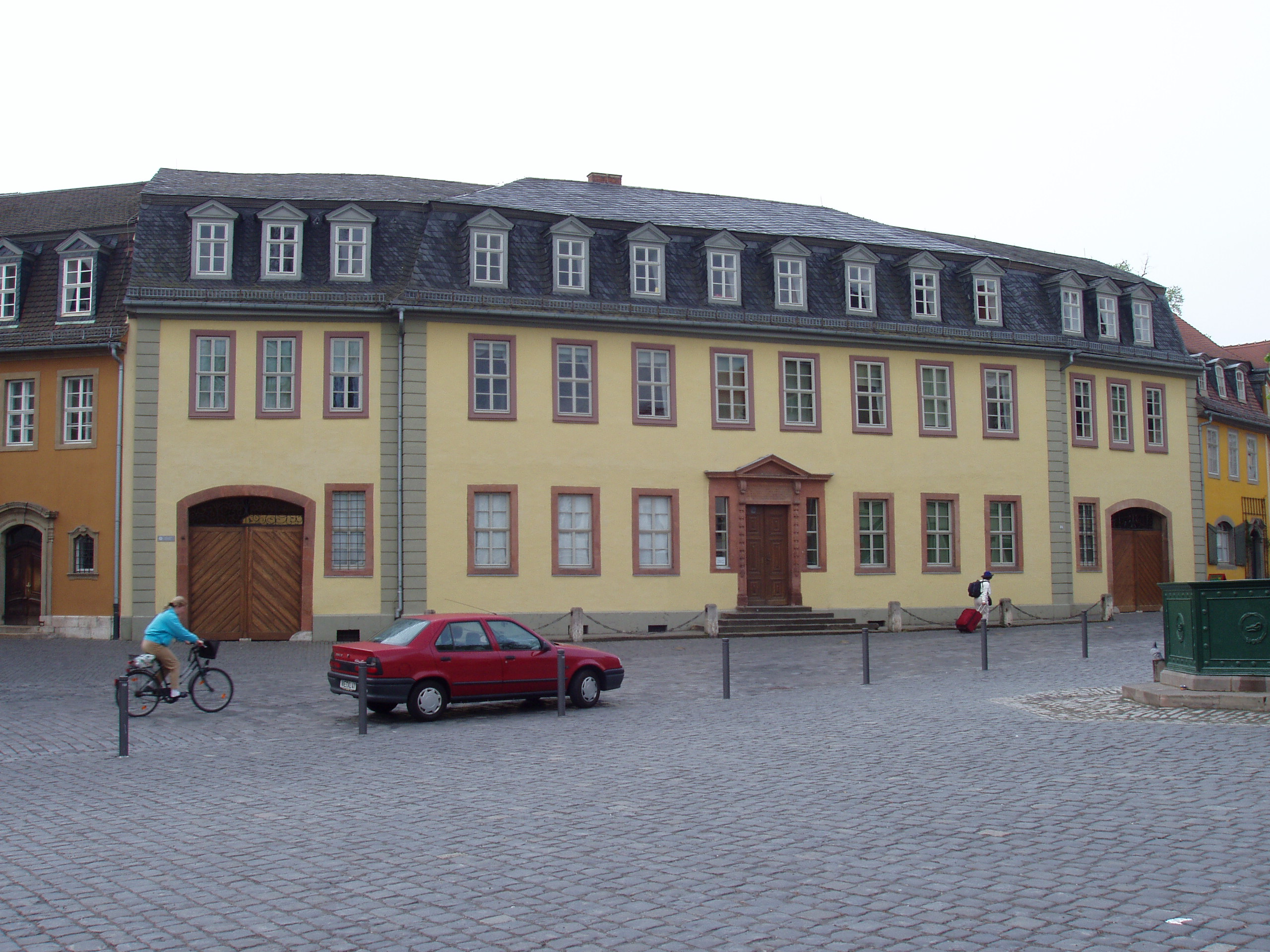
ヴァイマルでのゲーテの住居（2003年）
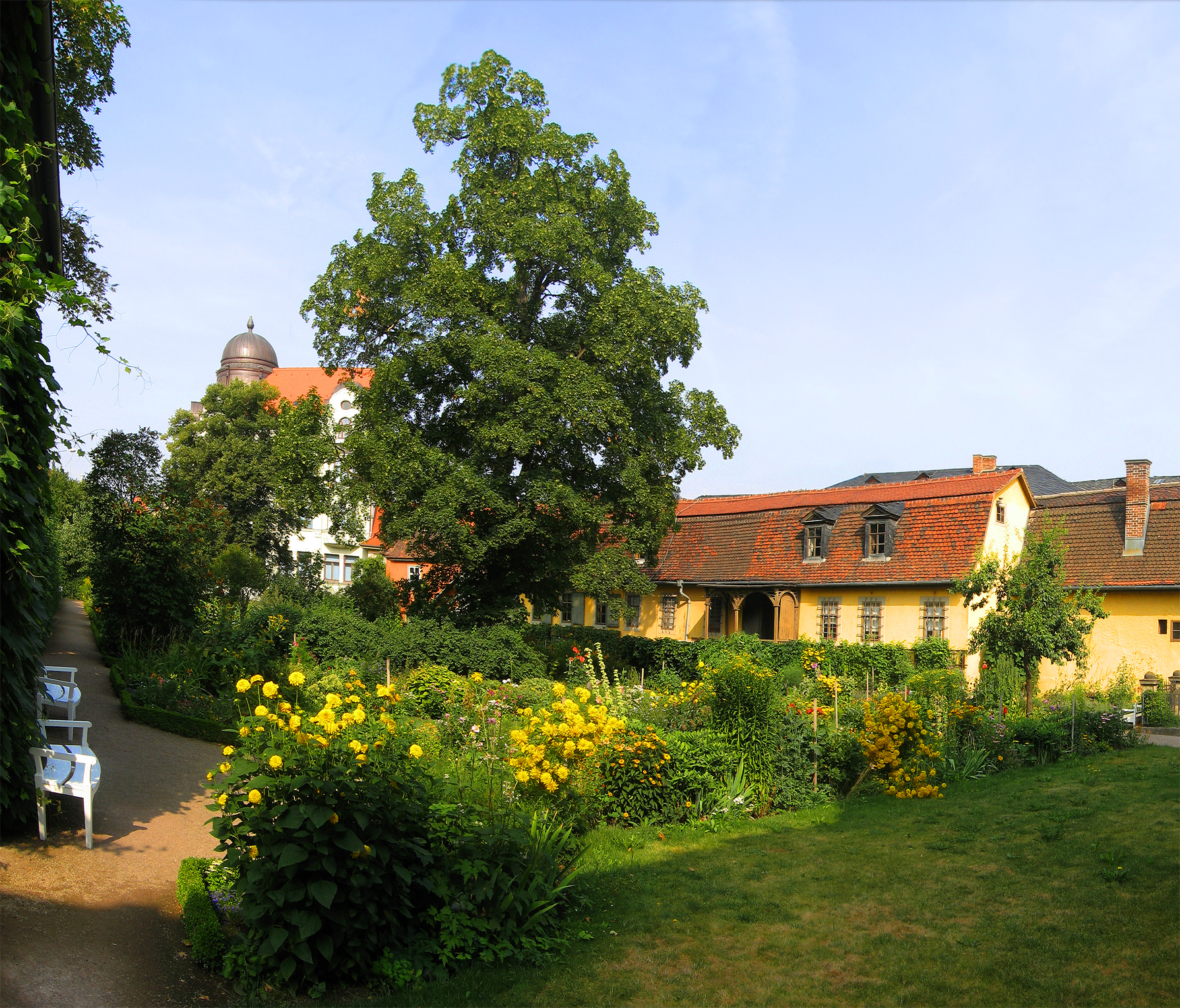
ヴァイマルでのゲーテの住居（中庭側、2006年）
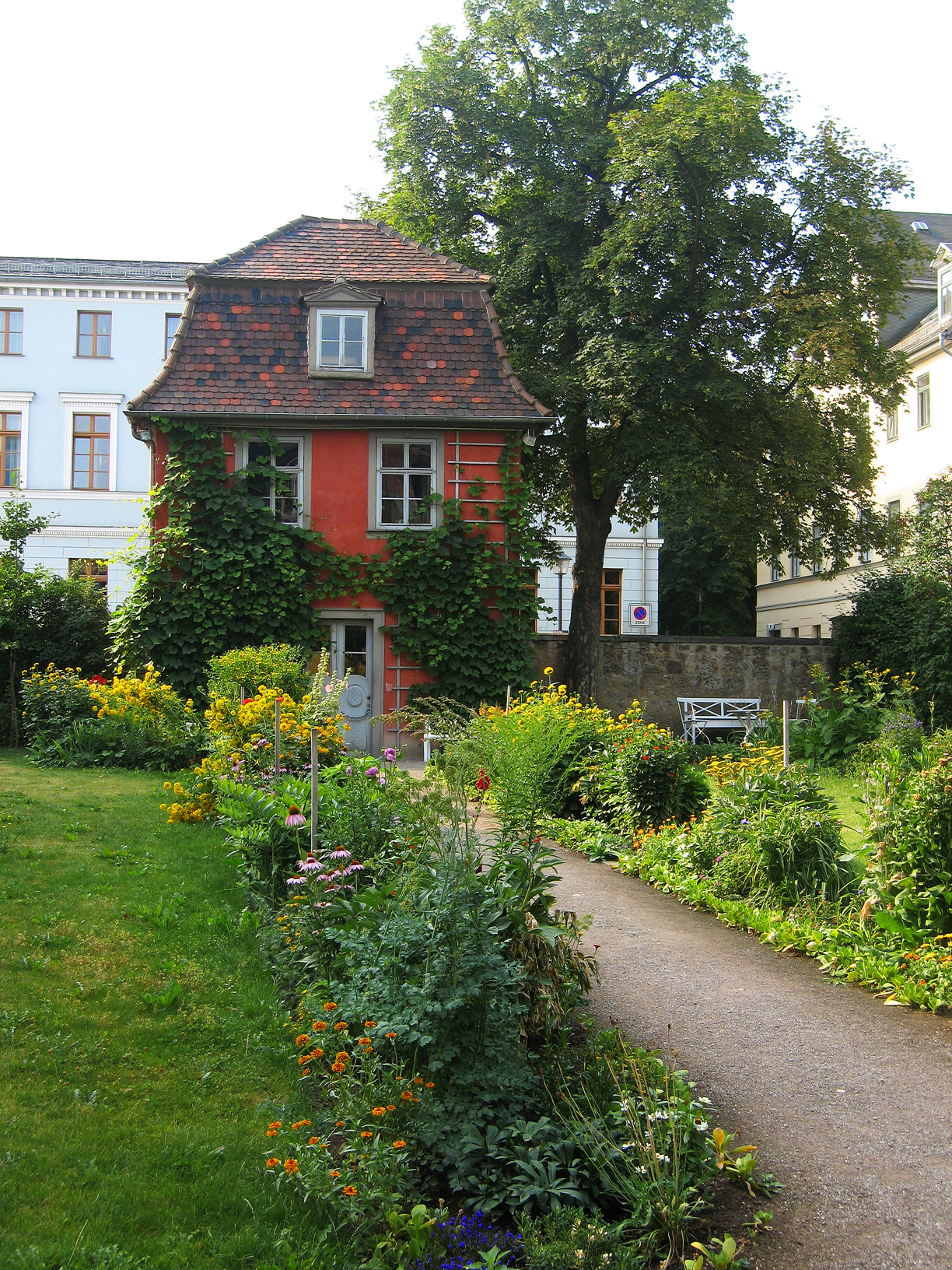
ヴァイマルの住居の別館。ゲーテはここに石のコレクションを収めていた（2006年）
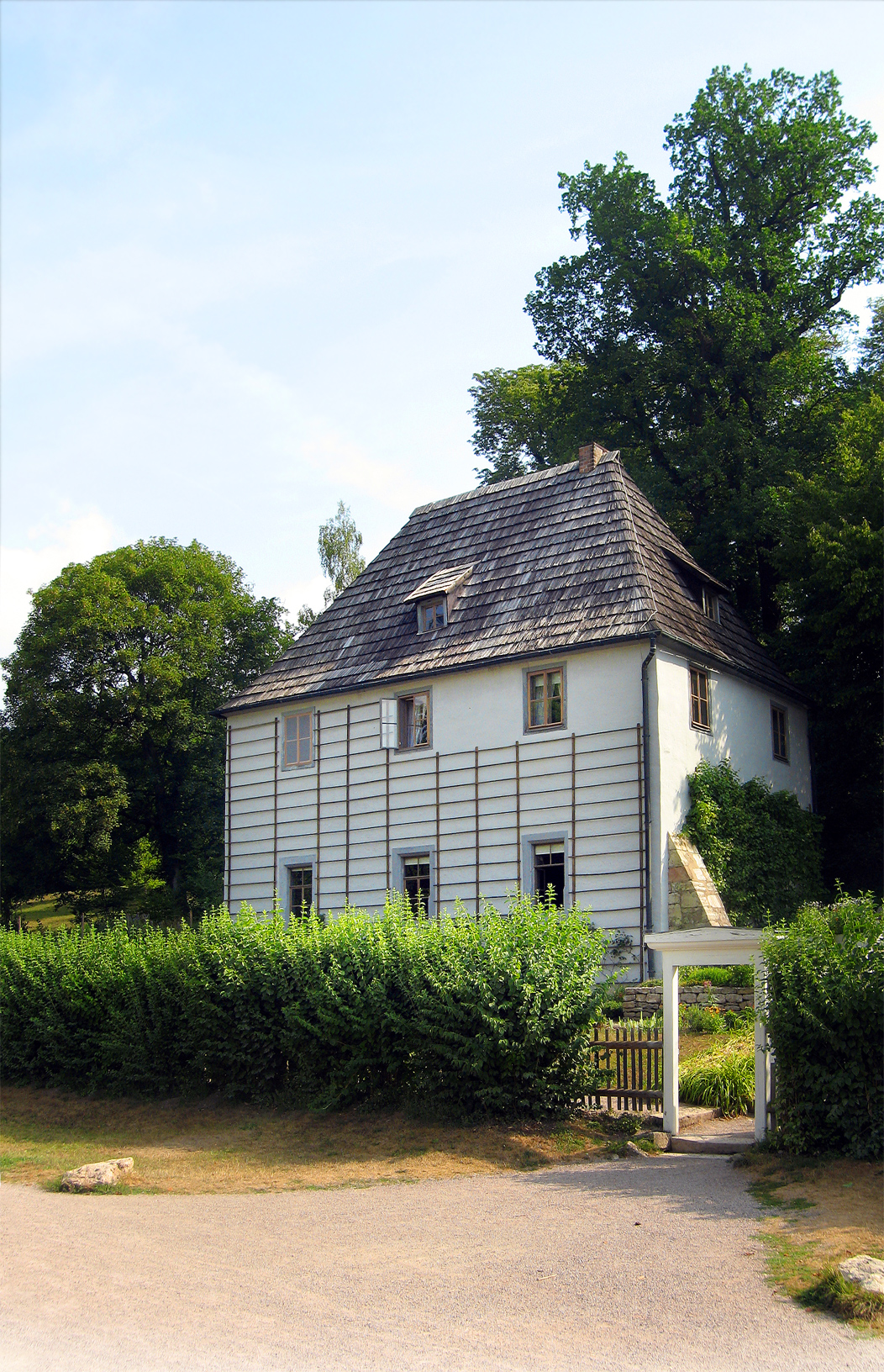
イルム川近くにあるゲーテの園亭。ここで寝起きすることもしばしばだった（2006年）
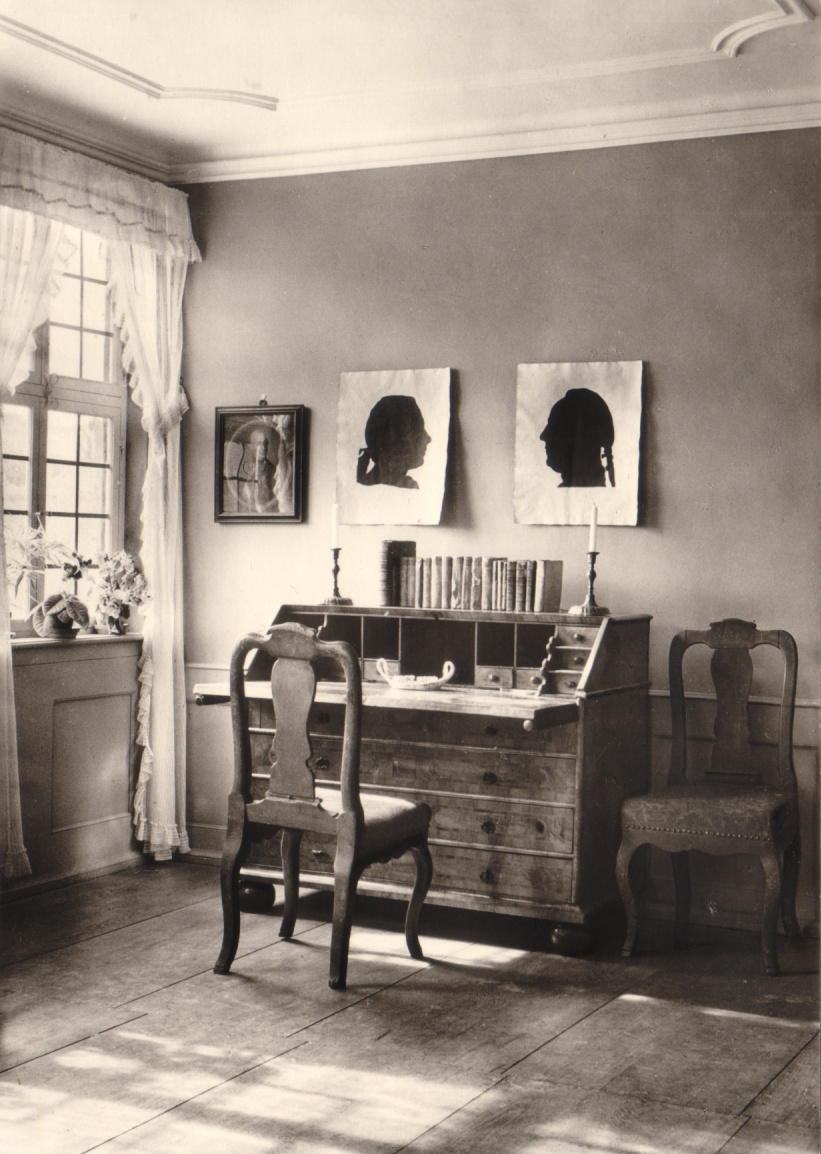
フランクフルト時代の書斎
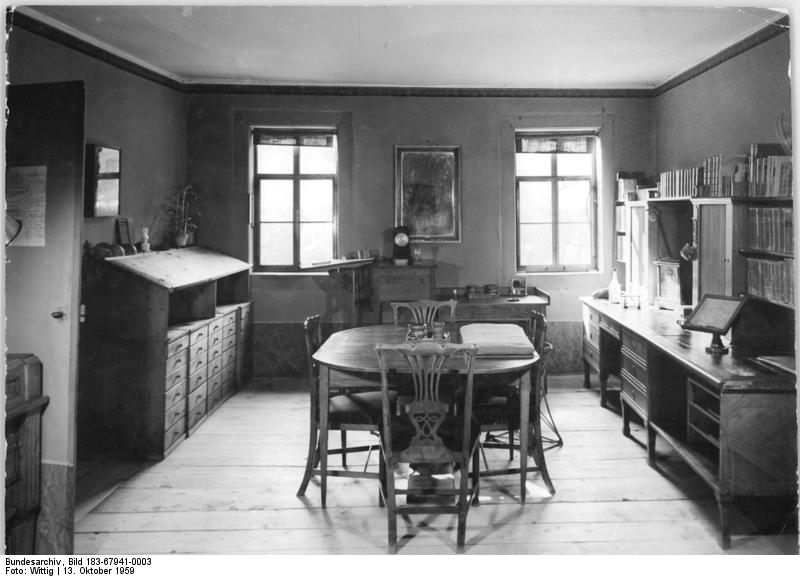
ヴァイマル時代の書斎
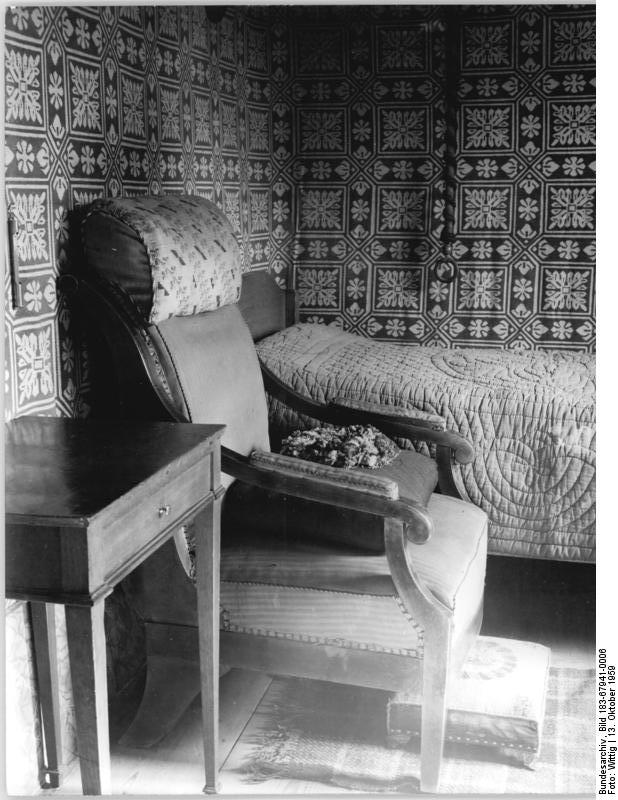
ゲーテが死去した部屋。ゲーテは肘掛椅子に坐ったまま、椅子の左側に寄りかかった状態で息を引き取った。

### ゲーテの銅像

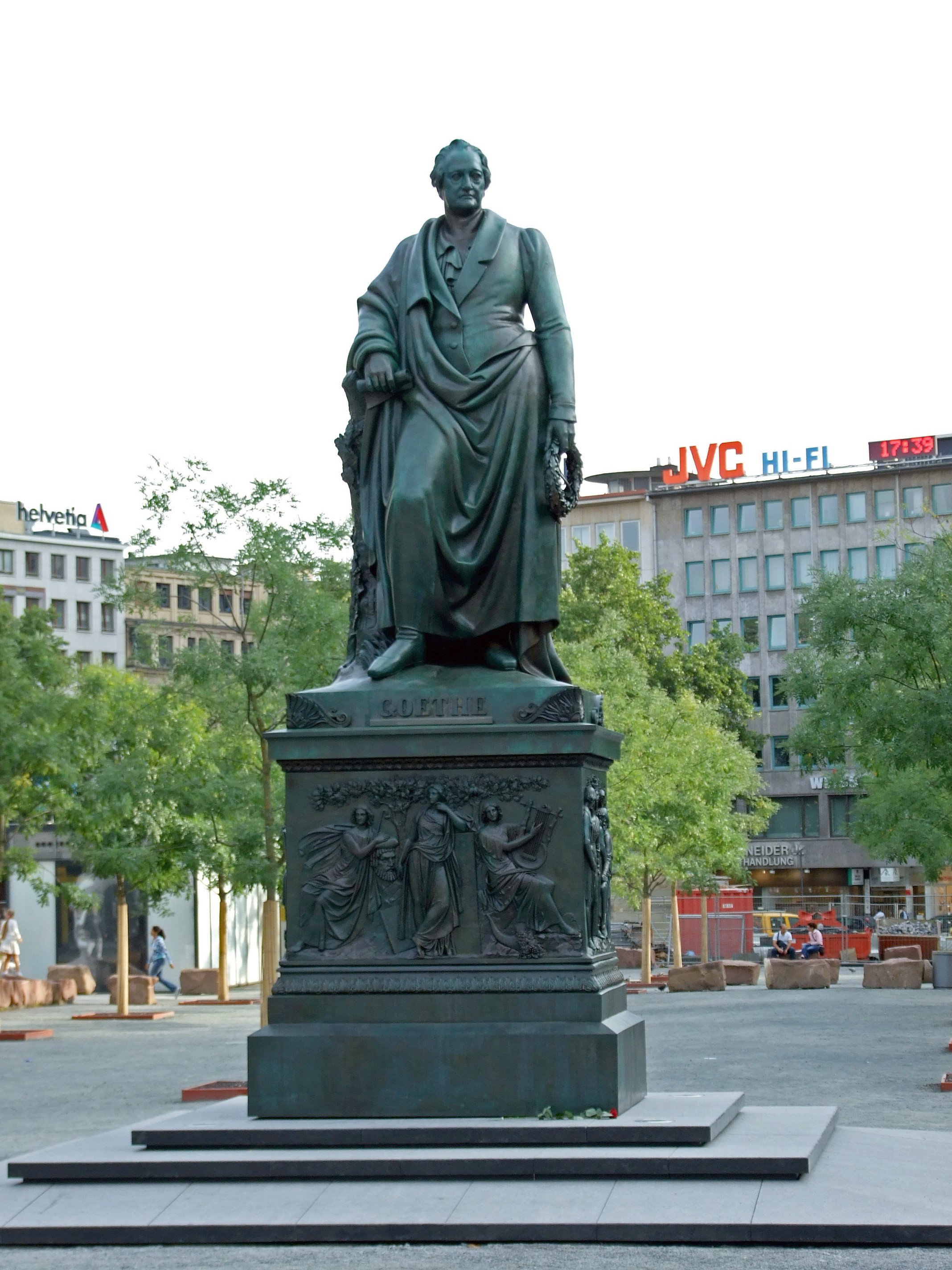
フランクフルト・アム・マインのゲーテ広場にある銅像
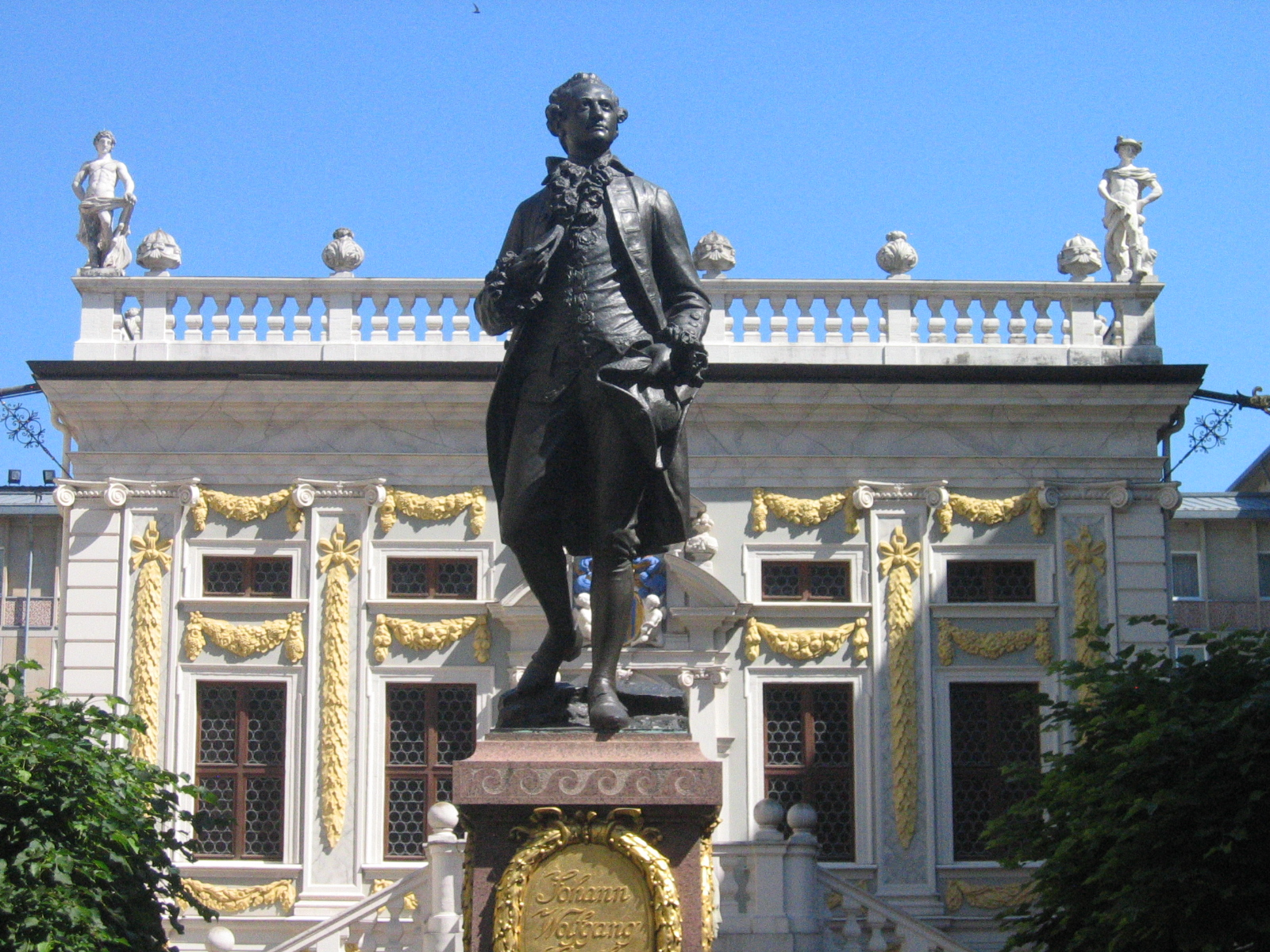
ライプツィヒにある、若き日のゲーテ像
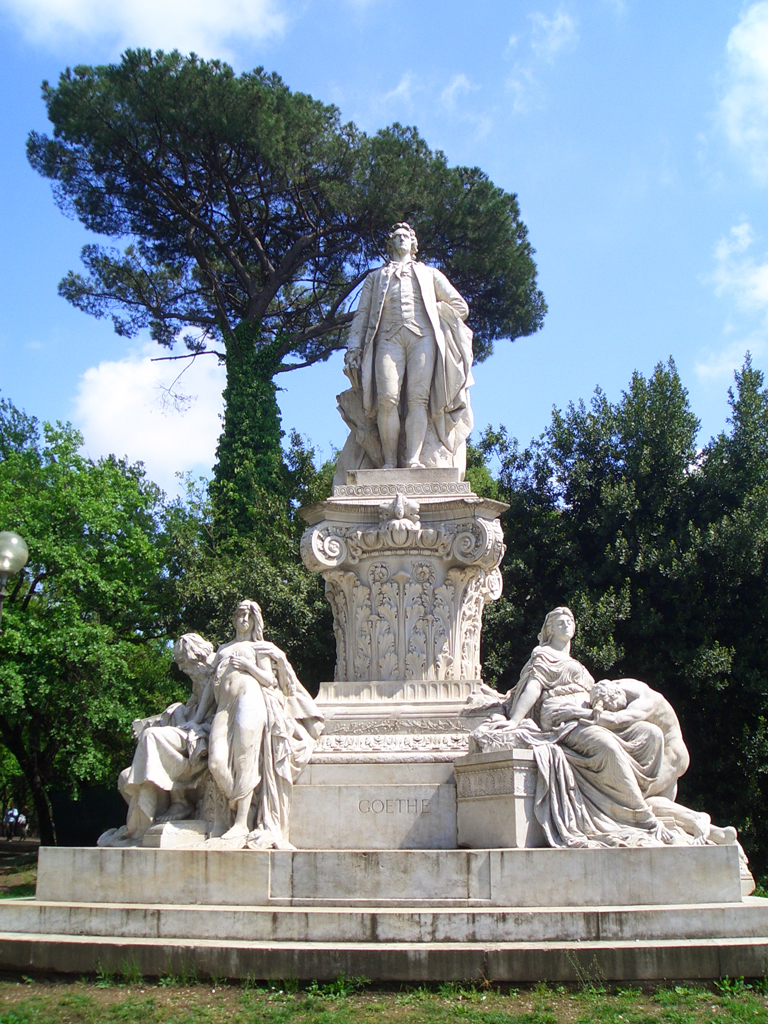
ローマにあるゲーテの記念碑
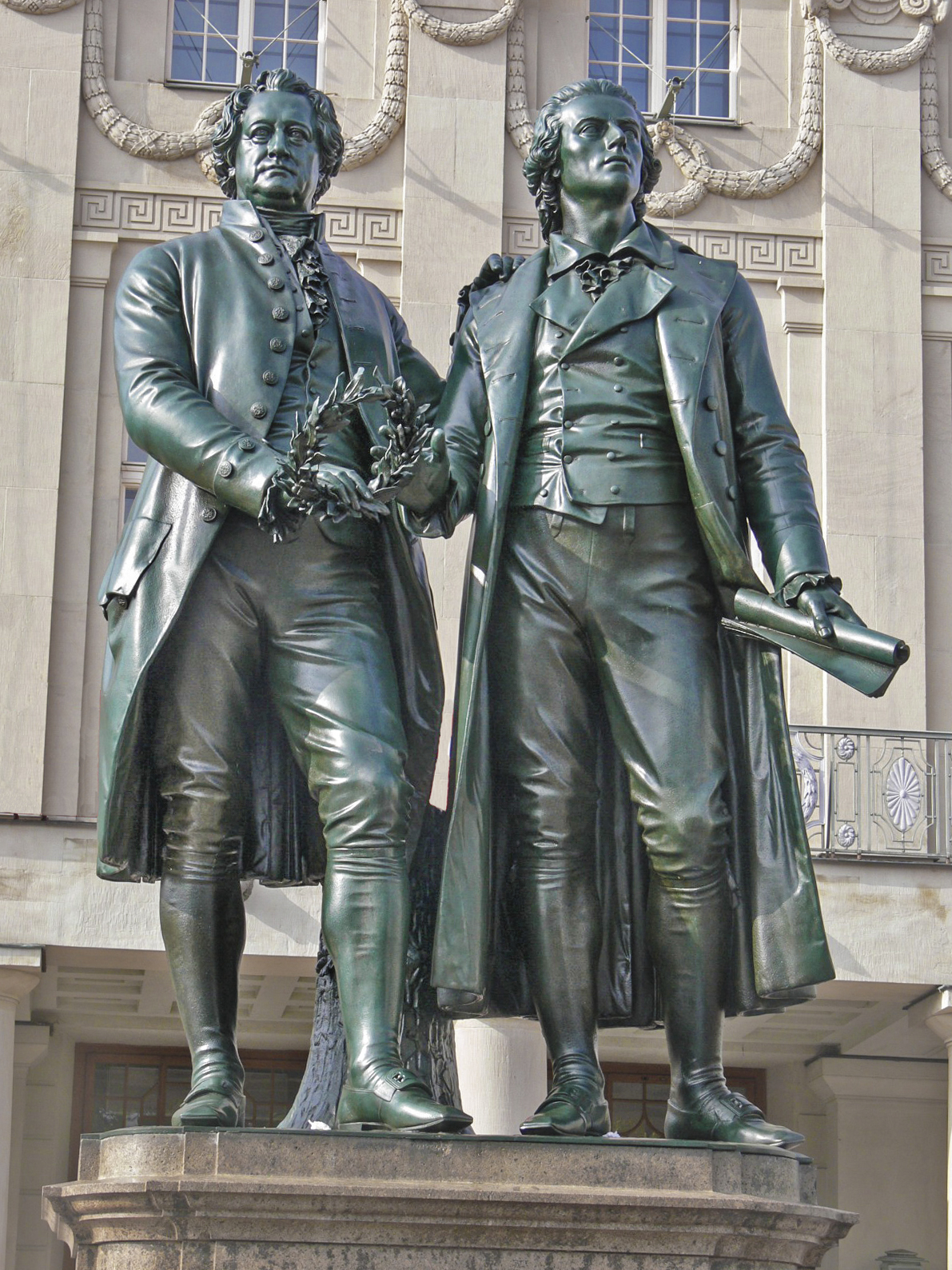
ヴァイマル国立劇場前にあるゲーテとシラーの像（前掲）
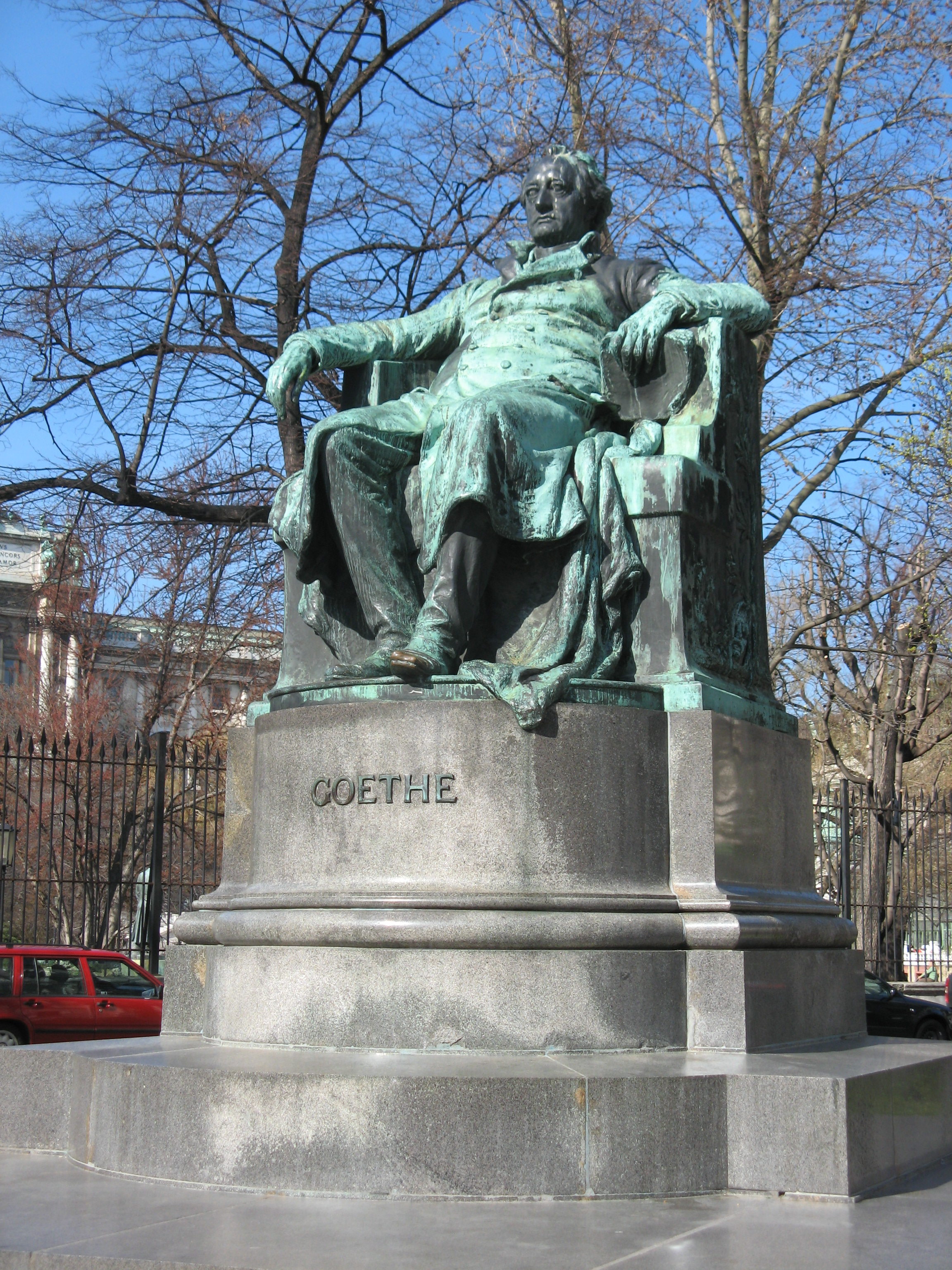
ウィーンにあるゲーテ像
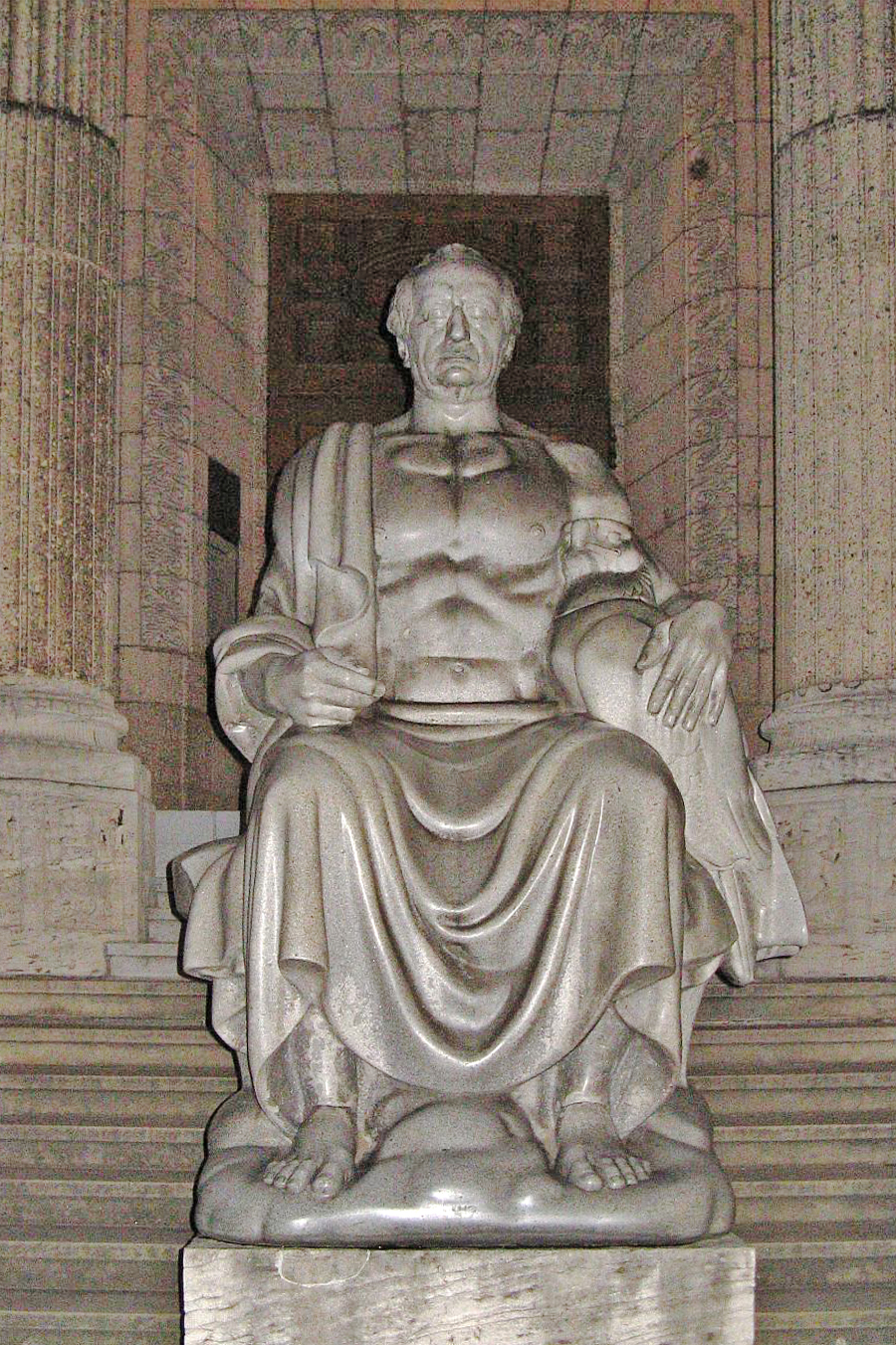
ヴィースバーデンにあるゲーテ像